# Высшая военная школа Польши (1919—1946)
Высшая военная школа (польск. Wyższa Szkoła Wojenna) — в 1919-1946 высшее военное учебное заведение Вооруженных сил Польской Республики по подготовке и переподготовке штабных офицеров.

## История
Первым высшим военным учебным заведением в армии Польской республики стала созданная в июне 1919 Военная школа Генерального штаба (польск. Wojenna Szkoła Sztabu Generalnego).
Начальником школы был назначен генерал-поручик Станислав Пухальский. Преподавателей для школы предоставила Французская военная миссия. В 1919 году обучение в школе на пятимесячных курсах прошли 65 офицеров. В 1920 году деятельность школы была прервана из-за советско-польской войны. Обучение возобновилось в январе 1921 года. Осенью 1921 года обучение в школе продлили до двух лет.

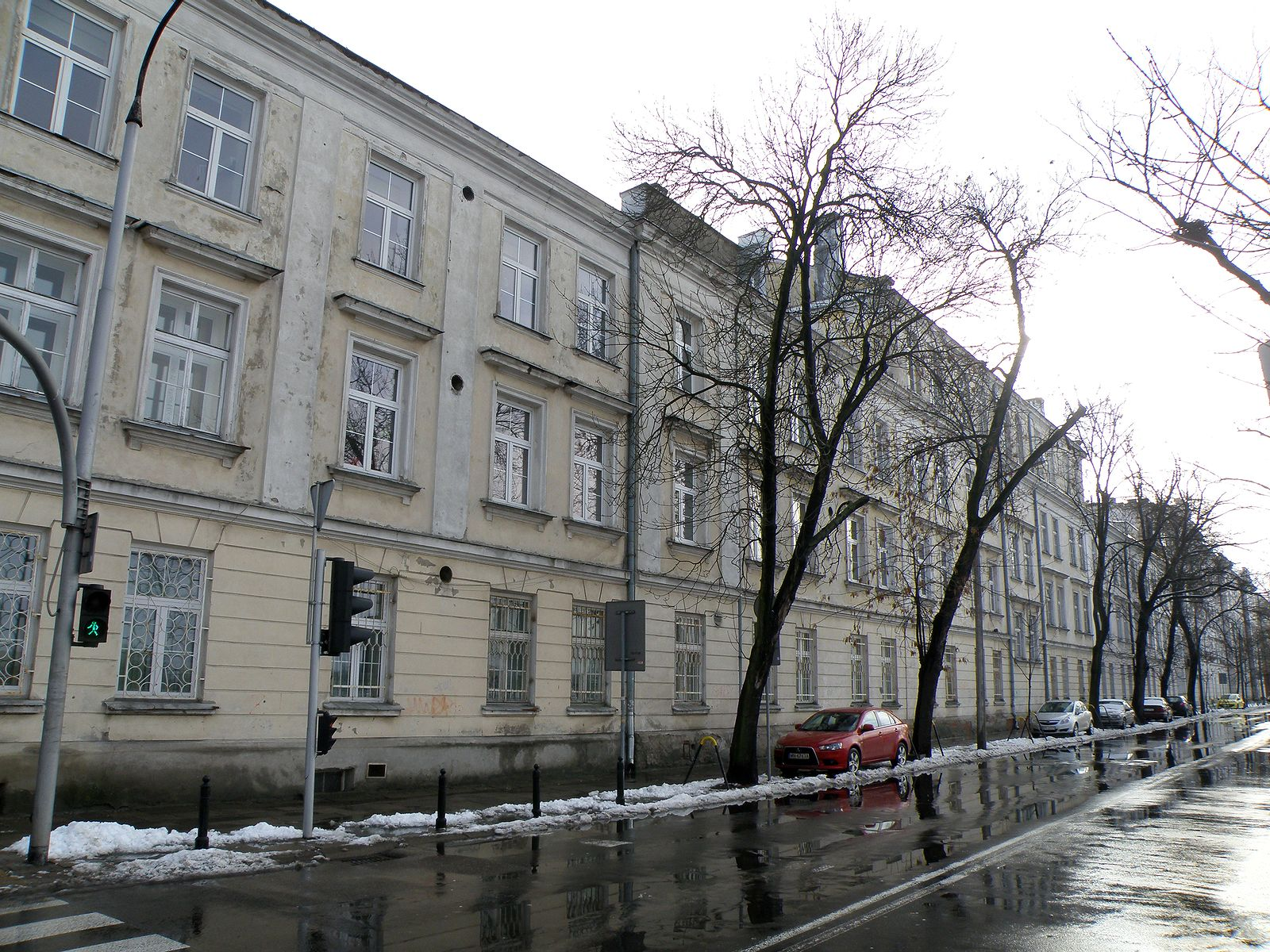
Бывшее здание Высшей военной школы. Современный вид

Летом 1922 года Военная школа Генерального штаба была переименована в Высшую военную школу (польск. Wyższa Szkoła Wojenna, W.S.Woj.). Целю школы являлась профессиональная теоретическая и практическая подготовка офицеров Генерального штаба. Вначале своей деятельности школа обучала и повышала профессиональное образование в основном штабных офицеров и старших офицеров (капитан-ротмистр). В последующие годы среди слушателей увеличилось количество младших офицеров (поручиков), которым по окончании школы присваивали воинское звание капитана (ротмистра). Остальные офицеры, закончившие школу, могли претендовать на очередное воинское звание на год раньше, чем при обычной выслуге в соответствующем звании.
В школу принимались также слушатели из армий других стран. Обычный курс обучения длился два года. Изначально учебный план был составлен по французскому образцу, большое влияние на обучение оказывали офицеры Французской военной миссии. Школа осуществляла также профессиональную подготовку на годовых курсах повышения квалификации (польск. Kursy Doszkolenia) и специализированных курсах.

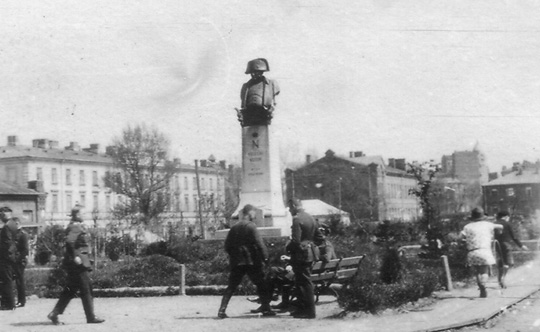
Бюст Наполеона перед входом в Высшую военную школу. В настоящее время находится в Музее Войска Польского

С марта 1923 года школа размещалась в Варшаве в здании бывших артиллерийских казарм русской царской армии (ul. Koszykowej 79). После Второй мировой войны здание передано Варшавскому политехническому университету и в настоящее время в нём размещается Бизнес-школа и часть транспортного факультета университета.
4 мая 1923 года школу посетил маршал Франции Фердинанд Фош.
В 1932 году школа была подчинена Генеральному инспектору Вооруженных сил.
Был создан Комитет Высшей военной школы. В его состав вошли: генерал Казимеж Соснковский (председатель), генерал Эдвард Рыдз-Смиглы, генерал Казимеж Фабрици — 1-й заместитель военного министра, генерал Тадеуш Кутшеба — комендант школы, генерал Януш Гонсёровский — начальник Генерального штаба.
В рамках Высшей школы также функционировали: Высшая школа интендатуры (польск. Wyższa Szkoła Intendentury) с 1 ноября 1921 года и Высшая авиационная школа (польск. Wyższa Szkoła Lotnicza) с 1936 года.
До 1939 года школу закончило более тысячи выпускников, а в 1941-1946 годах в Великобритании (школа размещалась в городке Эддлстон в Шотландии) было обучено 296 слушателей.

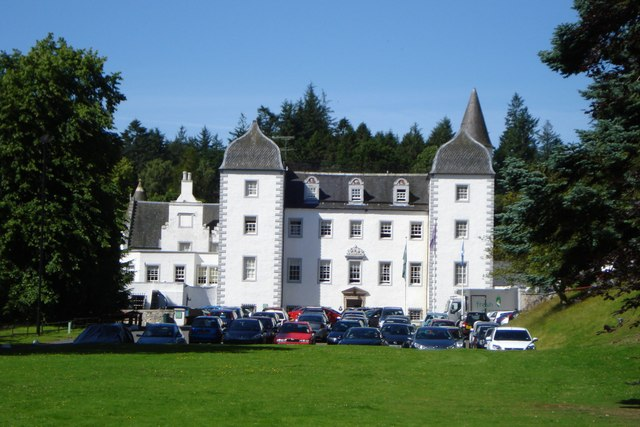
Здание, в котором размещалась школа в Шотландии, в настоящее время — отель «Black Barony»

## Начальники и коменданты Высшей военной школы
- 10 VI 1919-10 II 1920 — генерал-поручик Станислав Пухальский (польск.Stanisław Puchalski)
- 10 II 1920-6 VII 1921 — генерал-подпоручик Стефан Маевский (польск.Stefan Majewski )
- 6 VII 1921-2 X 1922 — генерал дивизии Густав Зыгадлович (польск.Gustaw Zygadłowicz )
- 1 XI 1922-21 X 1925 — генерал дивизии в отставке Аурелий Серда-Теодорский (польск.Aureli Serda-Teodorski)
- 21 X 1925-3 VIII 1926 — генерал дивизии Казимеж Дзержановский (польск.Kazimierz Antoni Dzierżanowski)
- 20 IX 1926-30 X 1928 — генерал бригады Эдмунд Кесслер (польск.Edmund Kessler)
- 1928—1939 — генерал дивизии Тадеуш Кутшеба (польск.Tadeusz Kutrzeba)[1]

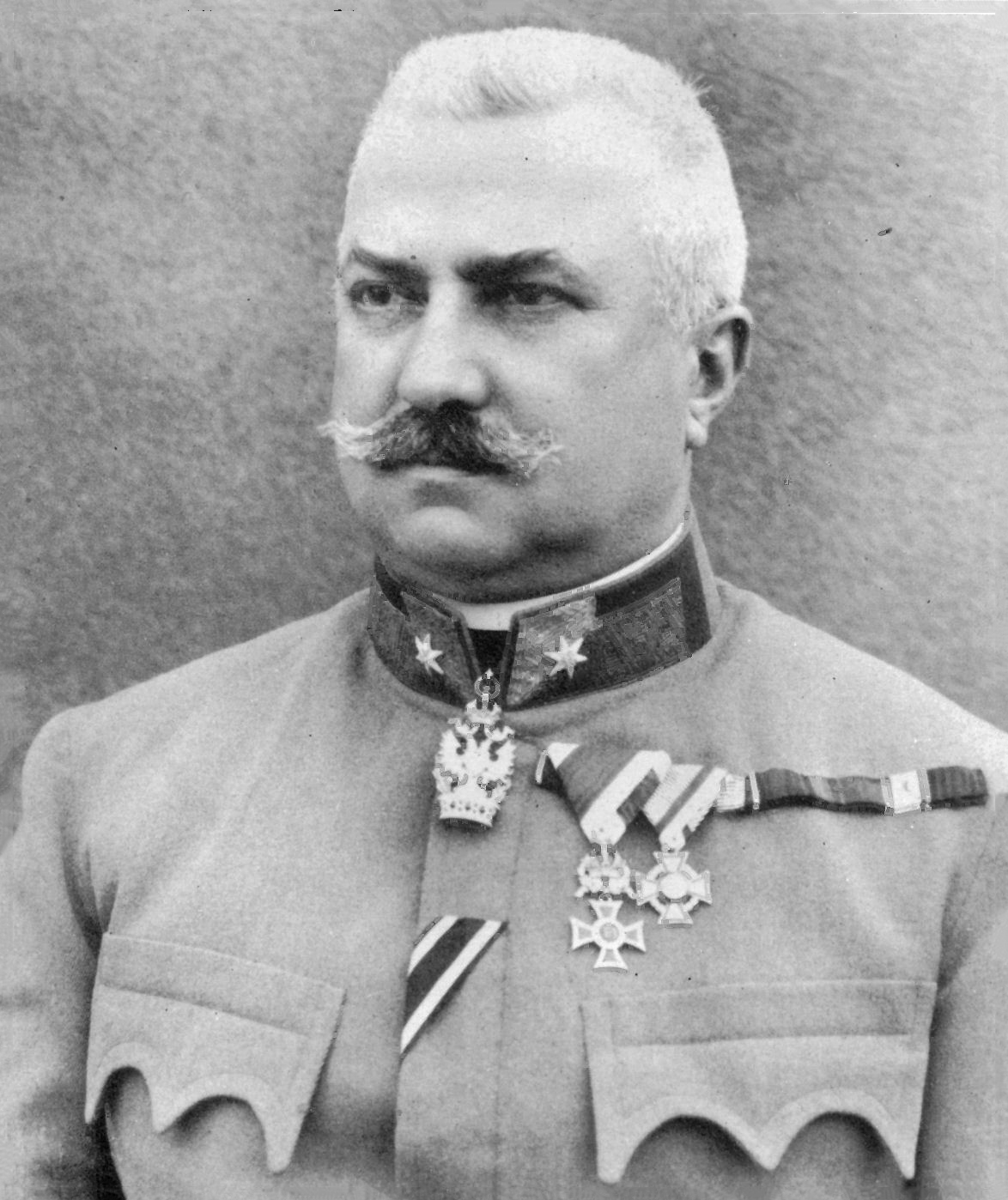
Станислав Пухальский
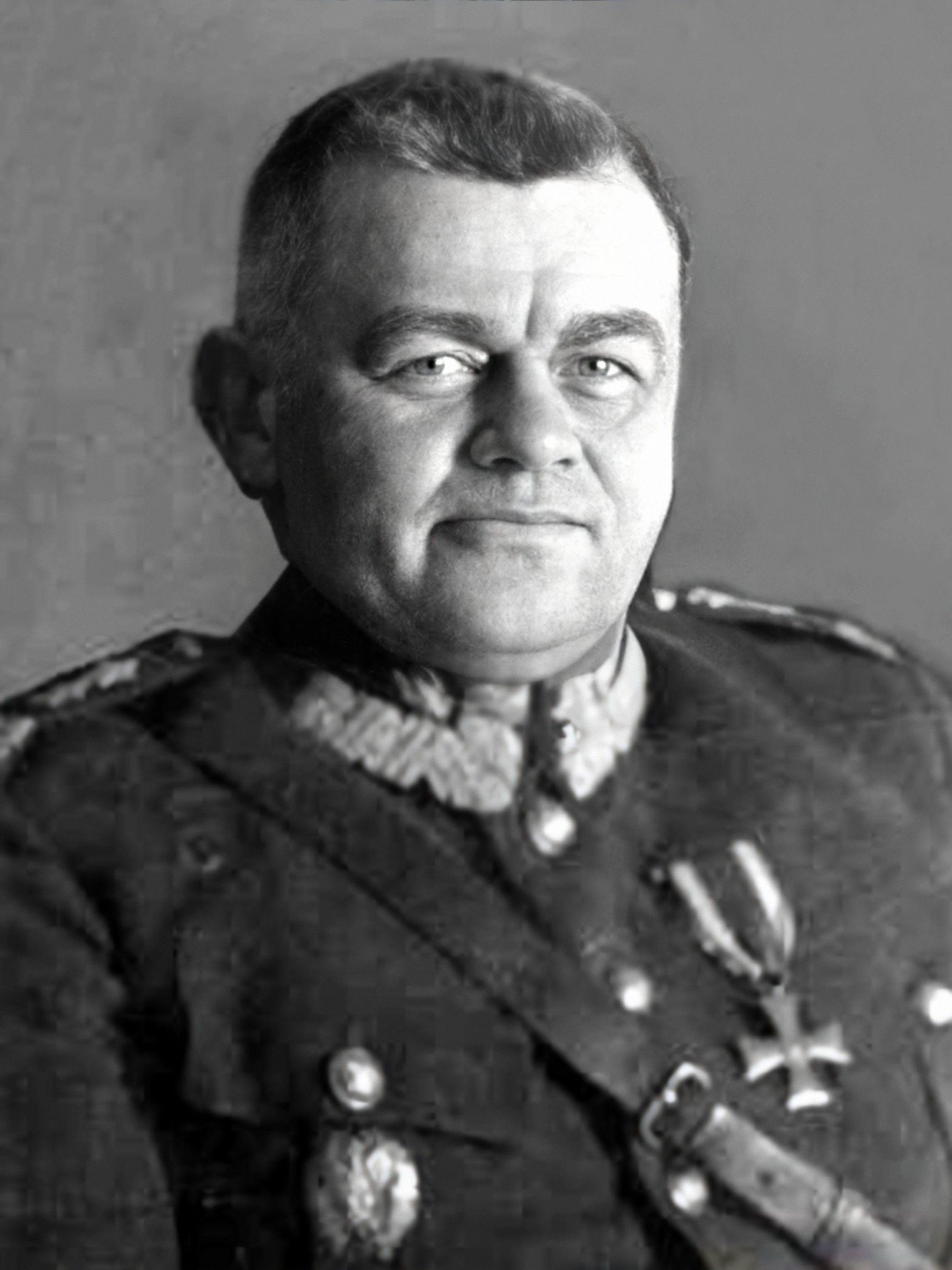
Стефан Маевский
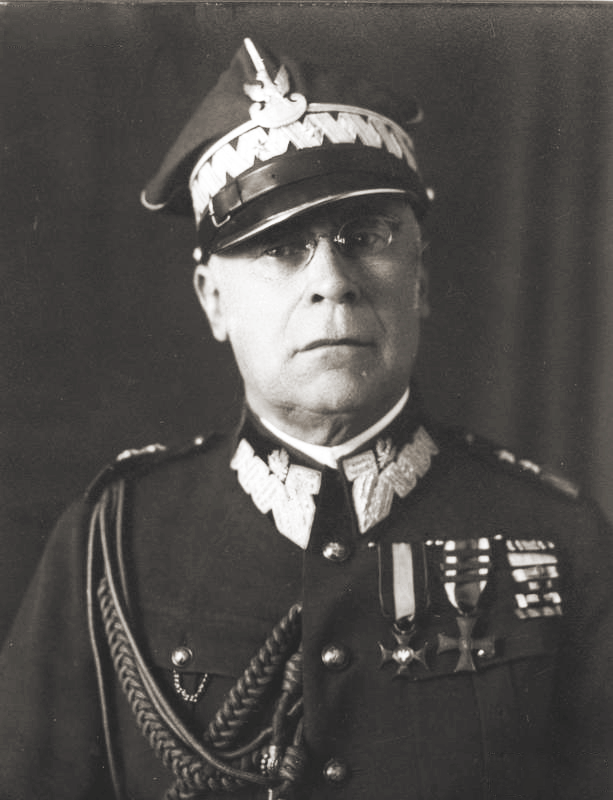
Аурелий Серда-Теодорский
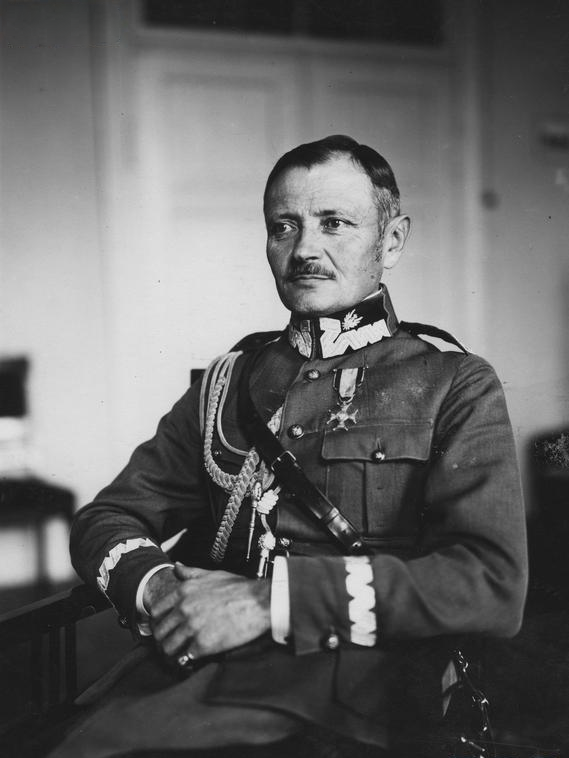
Казимеж Дзержановский
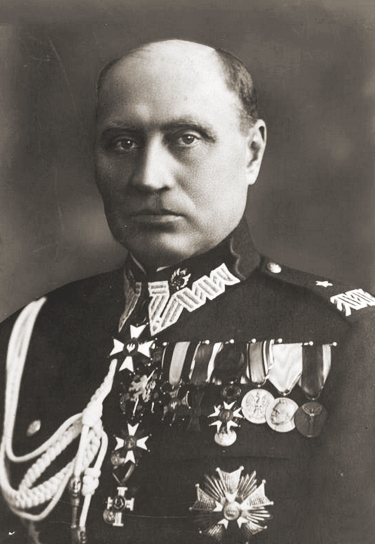
Эдмунд Кесслер
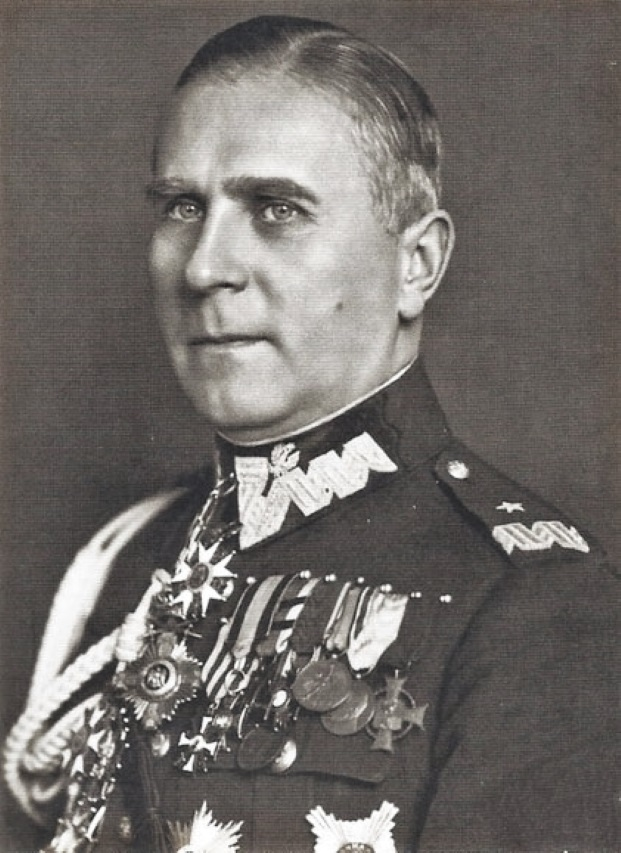
Тадеуш Кутшеба

## Преподаватели Высшей военной школы
- генерал французской армии, с 1936 — генерал дивизии Луис Фауры (польск.Louis Augustin Joseph Faury) (1874—1947) директор наук Высшей школы в 1921—1928 годах, начальник Французской военной миссии в Польше в августе-сентябре 1939 года.
- генерал бригады Францишек Клееберг (польск.Franciszek Kleeberg) (1888—1941) второй директор наук школы в 1925—1927.
- полковник Тадеуш Калина-Зеленевский (польск.Tadeusz Kalina-Zieleniewski) (1887—1971) преподаватель в 1923—1927, и. о.второго директора наук — заместителя коменданта школы в 1927—1929, в сентябре 1939 года — командир 33-й резервной дивизии пехоты в оперативной группе «Нарев».
- генерал бригады Роман Абрахам (польск.Roman Józef Abraham) (1891—1976) преподаватель, начальник кафедры общей тактики в 1922—1927 годах, в сентябре 1939 года — командир Велькопольской кавалерийской бригадой, затем командующий кавалерийской группой в Армии «Познань».
- генерал дивизии Вацлав Стахевич (польск.Wacław Teofil Stachiewicz ) (1894—1973) с января 1924 года — ассистент, в ноябре 1925- апреле 1926 — преподаватель Высшей военной школы, с июня 1935 по сентябрь 1939 года — начальник Генерального штаба Войска Польского[2].
- генерал бригады Александр Прагловский (польск.Aleksander Radwan-Pragłowski) (1895—1974) преподаватель, начальник мкафедры общей тактики в 1927—1929 годах, в сентябре 1939 года — начальник штаба Армии «Лодзь».
- генерал бригады Станислав Сосабовский (польск.Stanisław Franciszek Sosabowski) (1892—1967) с 1929 года — преподаватель, в 1930—1937 — начальник кафедры оперативной службы штабов, в 1940—1944 годах — командир 4-й кадровой стрелковой бригады (с октября 1942 года — 1-я свободная парашютная бригада)
- генерал дивизии Мариан Кукель (польск.Marian Włodzimierz Kukiel ) (1885—1973) преподаватель военной истории, в октябре 1939- июле 1940 года — заместитель министра по военным делам, в 1940—1942 — командир I-го Польского корпуса, в 1942—1949 годах — министр национальной обороны Правительства Польши в изгнании.
- генерал дивизии Клеменс Рудницкий (польск.Klemens Stanisław Rudnicki ) (1897—1992) в 1934—1938 годах — начальник кафедры общей тактики, в итальянскую кампанию, с апреля 1945 года — командир 1-й бронетанковой дивизии Польских Вооруженных Сил на Западе.
- Антоний Хрусьцель (польск.Antoni Chruściel) (1895—1960)[3] (в 1934—1937 преподаватель тактики).

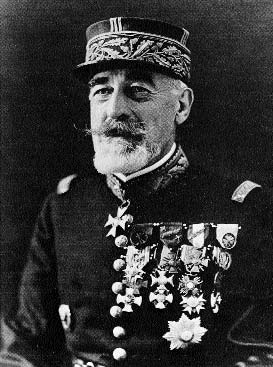
Луис Фауры
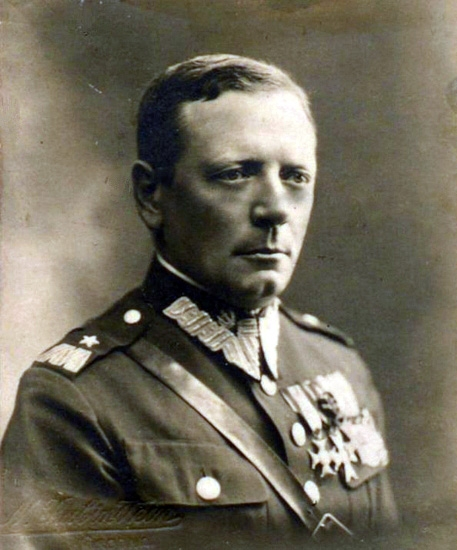
Францишек Клееберг
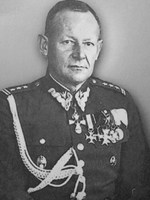
Тадеуш Калина-Зеленевский
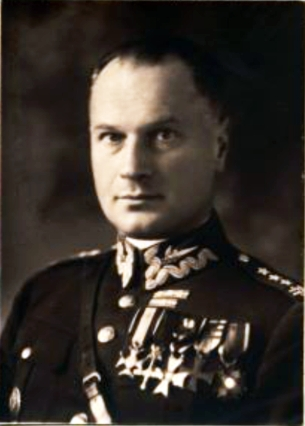
Роман Абрахам
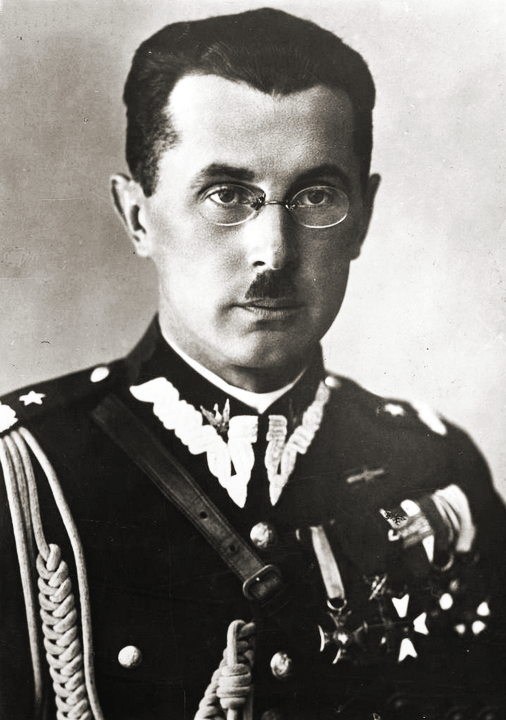
Вацлав Стахевич
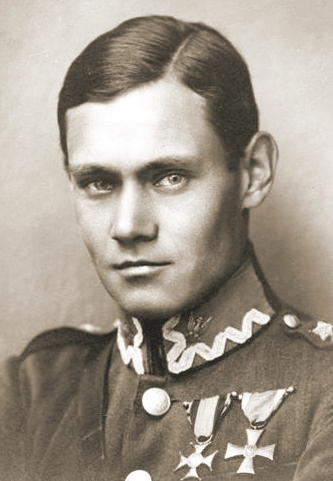
Александр Прагловский
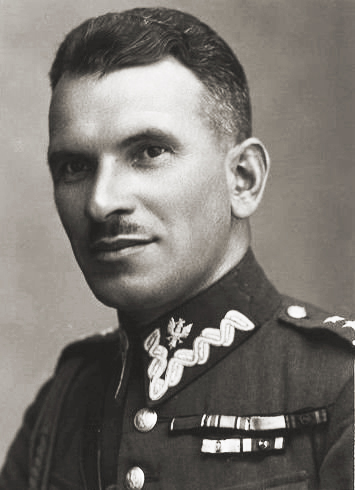
Станислав Сосабовский
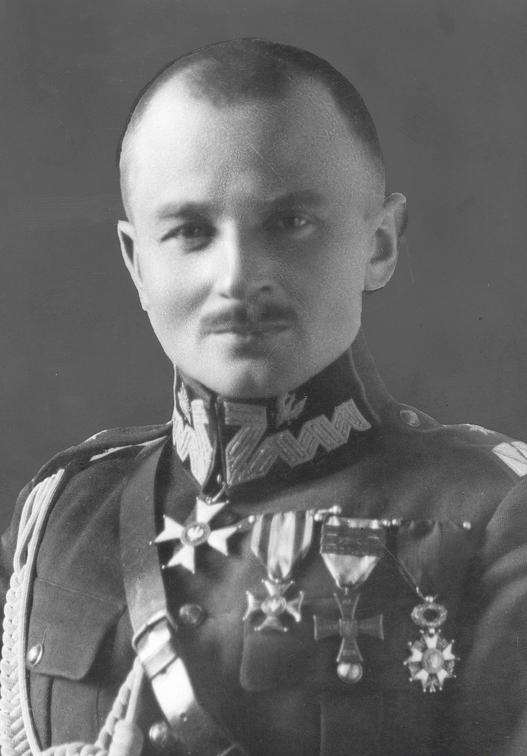
Мариан Кукель
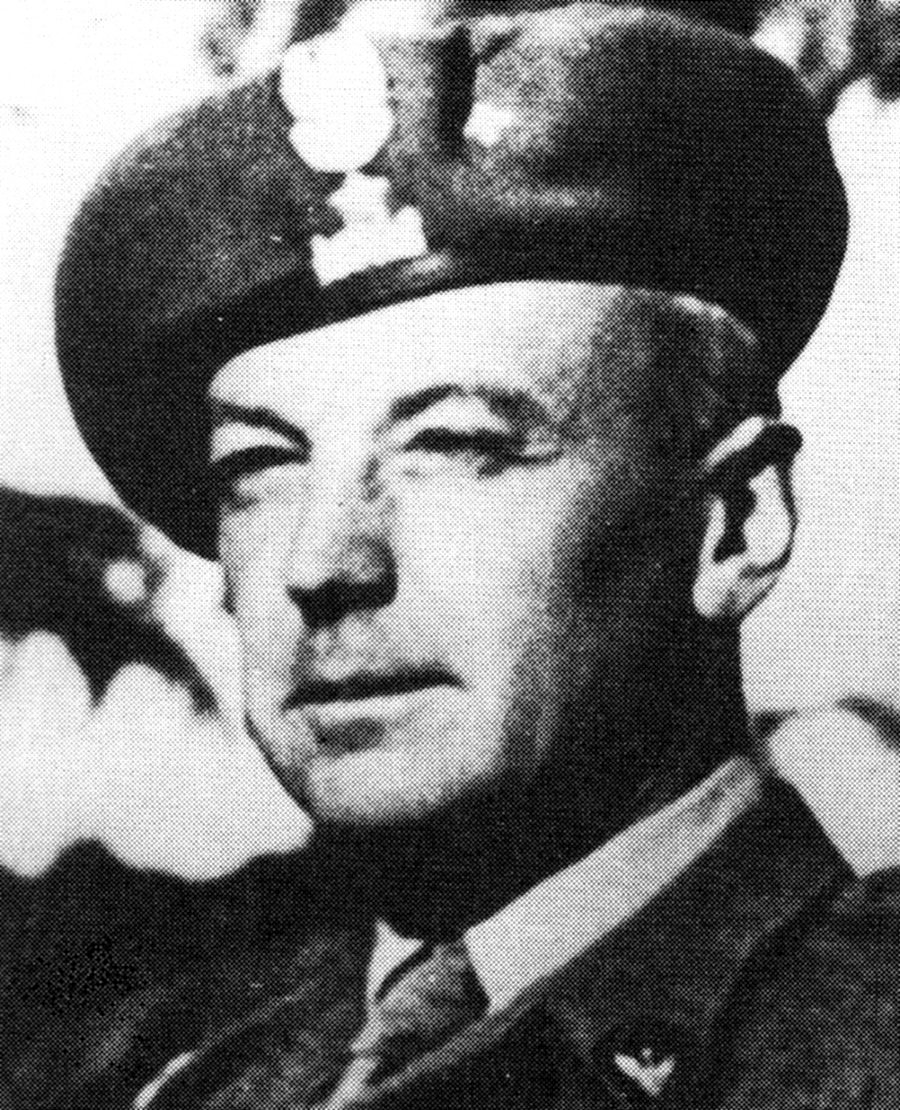
Клеменс Рудницкий
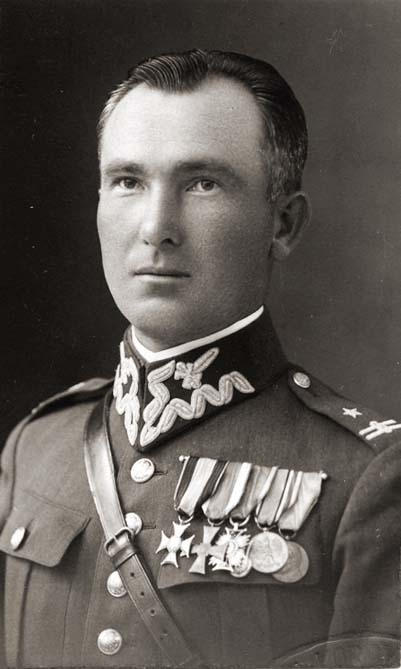
Антоний Хрусьцель

## Известные выпускники Высшей военной школы

### 1919 (выпускники Военной школы Генерального штаба)
- генерал дивизии Владислав Бортновский (польск.Władysław Bortnowski) (1891—1966) в 1939 году командующий армией «Поможе».[4]
- генерал бригады Ежи Ферек-Блешинский (польск.Jerzy Seweryn Witold Ferek-Błeszyński) (1888—1946) в 1928—1936 годах военных атташе во Париже, с января 1939 — заместитель министра по делам религии и народного просвещения Польши, после начала Второй мировой войны в 1939 — командир польской дивизии во Франции.
- полковник Адам Коц (польск.Adam Ignacy Koc) (1891—1969) в период Советско-польской войны — командир Добровольческой дивизии (июль-декабрь 1920), один из активных участников Майского переворота 1926 года, в 1928—1936 годах — депутат Сейма II, III и IV созывов, в 1938—1939 годах — сенатор V созыва, в 1930—1935 годах — заместитель министра финансов, в 1932—1935 также комиссар правительства в Польском Банке, в феврале — апреле 1936 года — Президент Польского Банка, в феврале 1937 — январе 1938 года — лидер националистической партии Лагерь национального единения, с 10 сентября 1939 года — заместитель министра финансов, затем в 1939—1940 годах — министр финансов, министр промышленности и торговли, заместитель статс-секретаря в Министерстве финансов в Правительстве Польши в изгнании.
- генерал бригады Людвик де Лавеаух (польск.Ludwik de Laveaux) (1891—1969).
- генерал бригады Казимеж Млодзяновский (польск.Kazimierz Młodzianowski) (1880—1928) в 1924—1926 года воевода Полесского воеводства Польши, с мая по октябрь 1926 года — министр внутренних дел Польши, с октября 1926 года до самой смерти в 1928 году — воевода Поморского воеводства.
- генерал бригады Чеслав Чистовский (польск.Czesław Stefan Szystowski) (1893—1970).
- полковник Юзеф Бек (польск.Józef Beck) (1894—1944) министр иностранных дел Польши в ноябре 1932 — сентябре 1939[5].
- генерал бригады Владислав Повежа (польск.Władysław Paweł Powierza) (1891—1975) в сентябре 1939 года командир 23-й дивизии пехоты в Армии «Краков».
- генерал дивизии Стефан Ровецкий (польск.Stefan Paweł Rowecki) (1895—1944) Главный Комендант Армии Крайовой в период с 14 февраля 1942 до 30 июня 1943 года.
- генерал бригады Ян Ягмин-Садовский (польск.Jan Andrzej Jagmin-Sadowski) (1895—1977) в сентябре 1939 года командующий оперативной группой «Силезия» в составе Армии «Краков»[6].
- генерал бригады Станислав Уейский (польск.Stanisław Ujejski ) (1891—1980) в 1937—1939 годах — начальник штаба военно-воздушных сил Польской Республики, с августа 1939 года — начальник штаба главнокомандующего военно-воздушных сил и ПВО Польши.

Владислав Бортновский
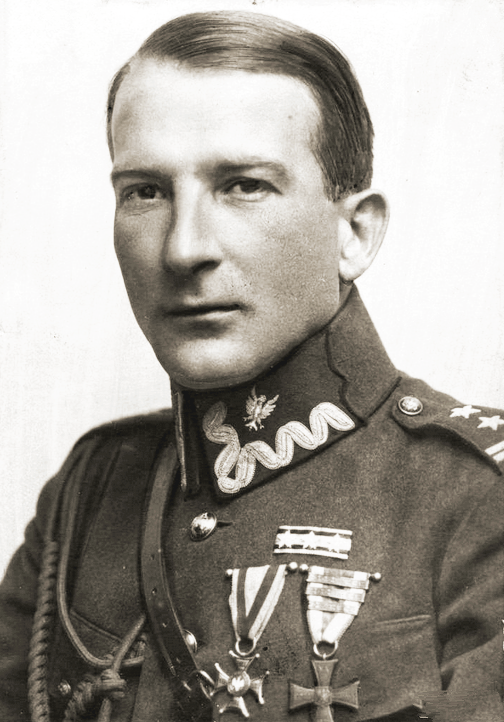
Ежи Ферек-Блешинский
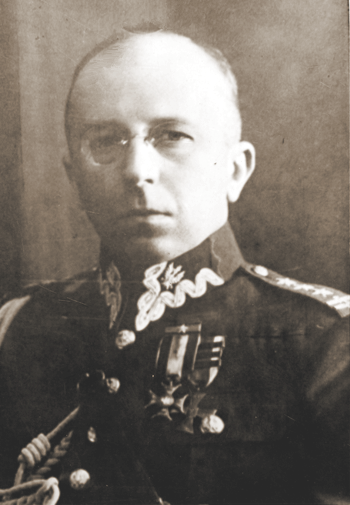
Адам Коц
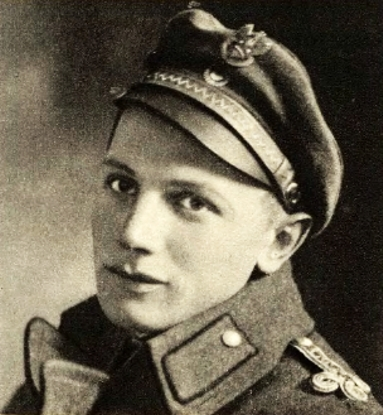
Людвик де Лавеаух в 1918
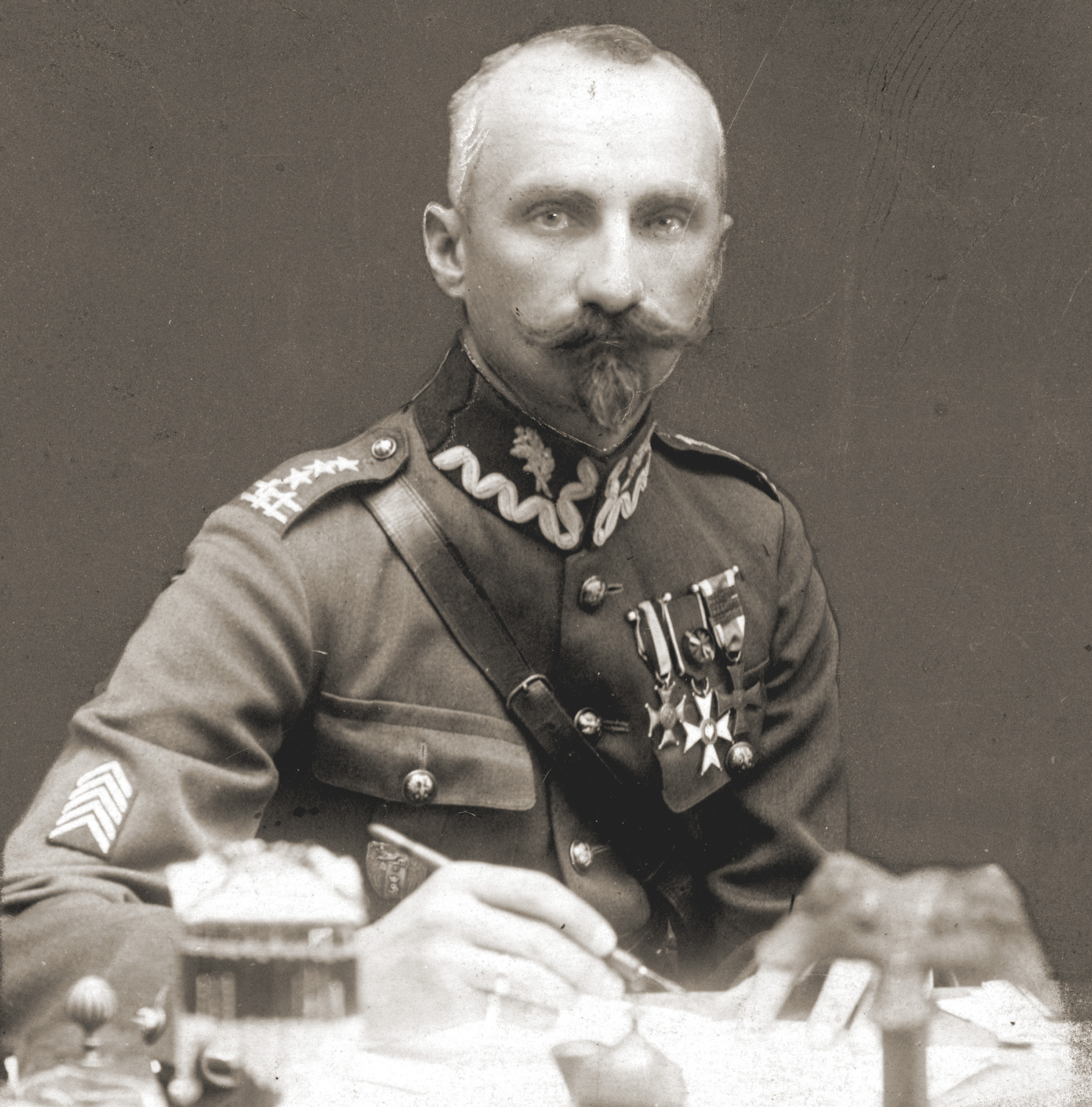
Казимеж Млодзяновский
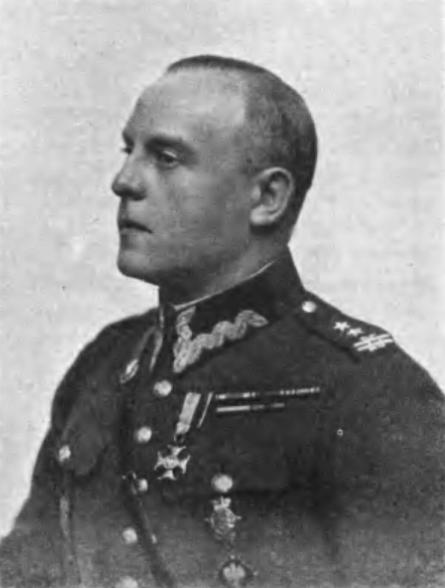
Чеслав Чистовский
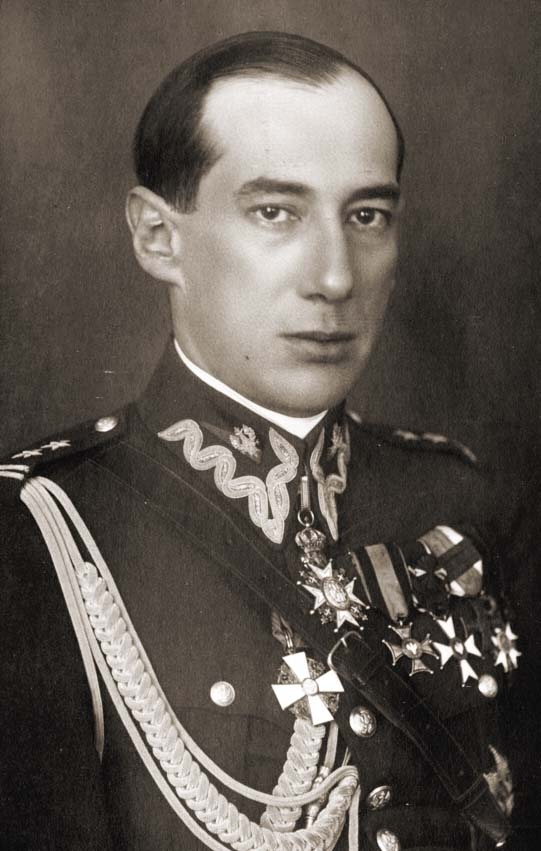
Юзеф Бек в 1926
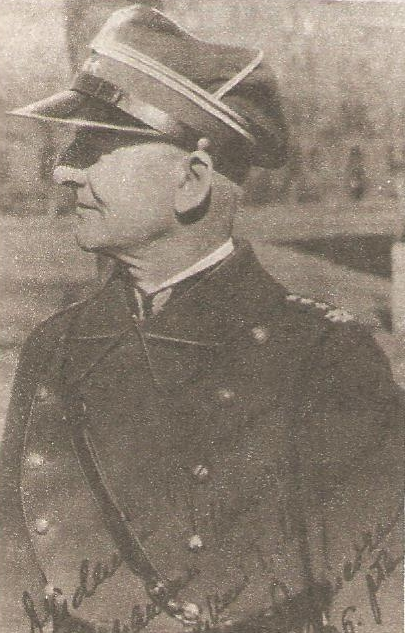
Владислав Поверша
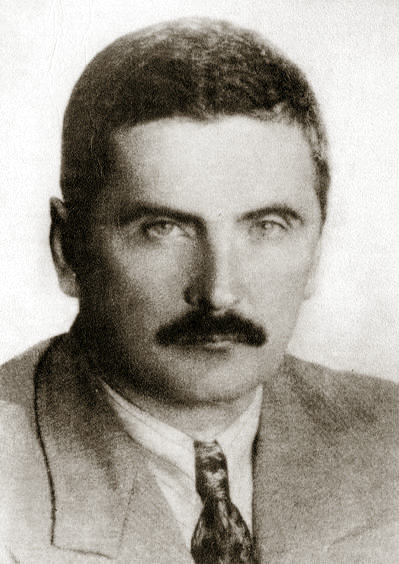
Стефан Ровецкий
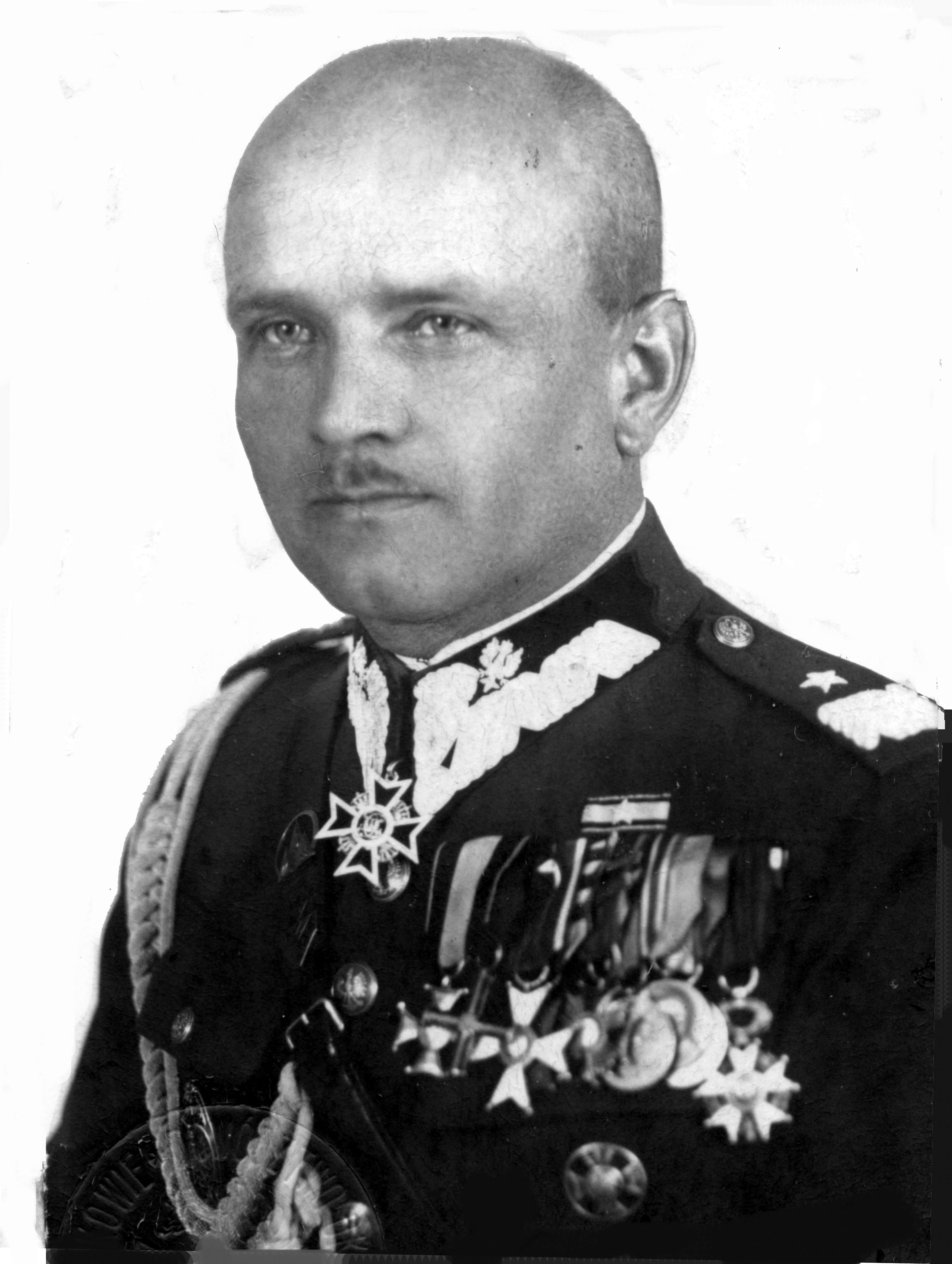
Ян Ягмин-Садовский
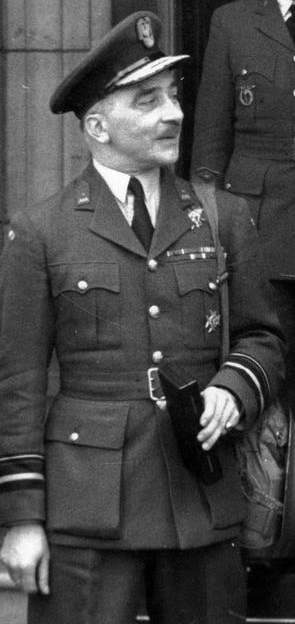
Станислав Уейский

### 1921
- генерал бригады Мечислав Борута-Спехович (польск.Mieczysław Ludwik Boruta-Spiechowicz) (18941-1985) в сентябре 1939 года командующий оперативной группой «Бельск» в составе Армии «Краков».
- генерал дивизии Кордиан Юзеф Заморский (польск.Kordian Józef Zamorski ) (1890—1983) в 1928—1935 годах заместитель начальника Генерального штаба Войска Польского, в 1935—1939 годах — главный комендант (руководитель) Государственной полиции Польши, генеральный инспектор полиции.
- полковник (посмертно — генерал бригады) Адам Бжехва-Айдукевич (польск.Adam Józef Stanisław Brzechwa-Ajdukiewicz) (1894—1954) в сентябре 1939 года командир 26-й дивизии пехоты в Армии «Познань».
- подполковник Вацлав Енджеевич (польск.Wacław Jędrzejewicz)(1893—1993) младший брат Януша Енджеевича, в феврале 1934-октябре 1935 -министр по делам религии и народного просвещения Польши. В 1937 — председатель Польского комитета Международной выставки в Париже.
- генерал дивизии Бронислав Пругар-Кетлинг (польск.Wacław Jędrzejewicz) (1891—1948) в сентябре 1939 года — командир 11-й Карпатской дивизии пехоты Армии «Карпаты», в 1940 — командир 2-й стрелковой дивизии в составе польских войск во Франции.
- генерал бригады Станислав Кюнстлер (польск.Stanisław Künstler) (1892—1971) в сентябре 1939 — командующий артиллерией Армии «Пруссы».
- генерал дивизии Бронислав Регульский (польск.Bronisław Regulski) (1986—1961) с октября 1934 года — заместитель министра по военным делам Польши, в 1940—1945 годах — военный атташе Правительства Польши в изгнании в Лондоне.
- генерал бригады Тадеуш Алф-Тарчинский (польск.Tadeusz Stefan Alf-Tarczyński) (1889—1985).
- генерал бригады Рудольф Дрешер (польск.Rudolf Eugeniusz Dreszer) (1891—1958) в сентябре 1939 года — командующий оперативной кавалерийской группой в Армии «Пруссы».
- полковник Артур Марушевский (польск.Artur Tomasz Maruszewski) (1886—1945) в 1933—1935 года — воевода Тарнопольского воеводства, в январе -июне 1935 и в октябре 1935 — мае 1939 года — воевода Познанского воеводства, в мае-сентябре 1939 года — воевода Виленского воеводства Польши.
- полковник (посмертно — генерал бригады) Витольд Держикрай-Моравский (польск.Witold Józef Dzierżykraj-Morawski) (1895—1944) в сентябре 1939 года начальник штаба Армии «Карпаты».
- полковник Тадеуш Мюнних (польск.Tadeusz Stefan Aleksander Münnich) (1893—1959) в сентябре 1939 года — главный адъютант Верховного Главнокомандующего Эдварда Рыдз-Смиглы.
- генерал бригады Александр Прагловский (польск.Aleksander Radwan-Pragłowski) (1895—1974) в сентябре 1939 года — начальник штаба Армии «Лодзь», с 7 сентября 1939 года — начальник штаба Армии «Варшава».
- майор Юзеф Рожнецкий (польск.Józef Bolesław Rożniecki) (1890—1944) в 1929—1931 годах — вице-воевода Лодзинского воеводства, в 1931—1933 годах — воевода Львовского воеводства, в 1933—1937 годах — воевода Люблинского воеводства.
- майор Роман Старжинский (польск.Roman Leon Starzyński) (1890—1938) в 1929—1933 годах — директор Польского телеграфного агентства.
- генерал бригады Юзеф Вятр (польск.Józef Albin Wiatr) (1889—1977) в сентябре 1939 года — генеральный квартирмейстер — III-й заместитель начальника штаба Верховного Главнокомандующего.

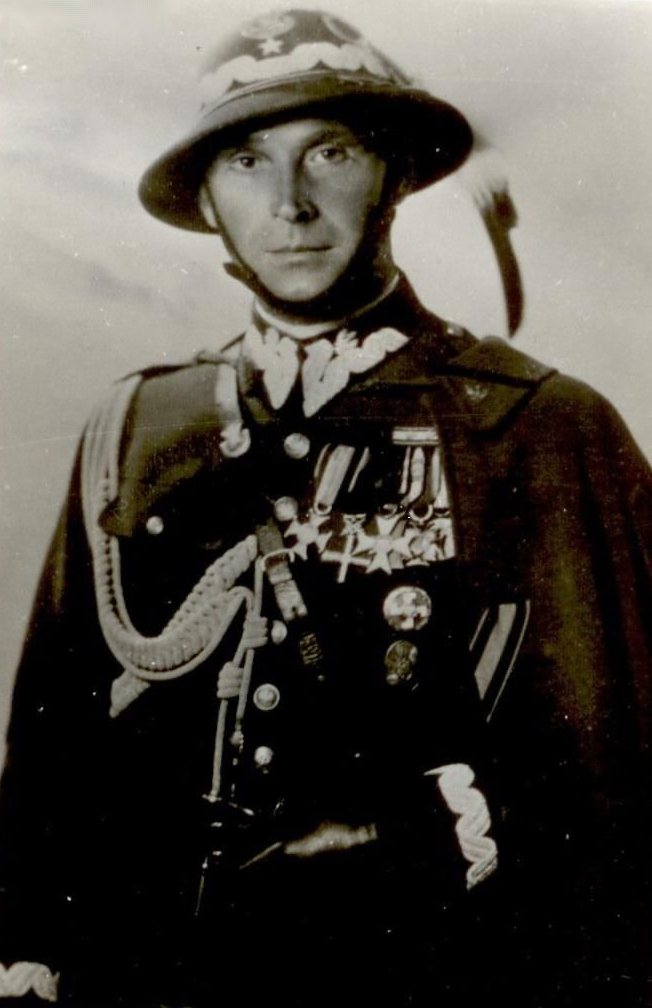
Мечислав Борута-Спехович
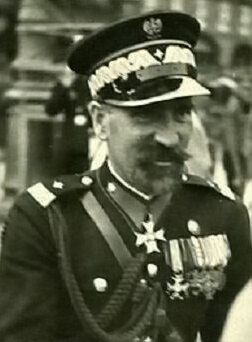
Кордиан Юзеф Заморский
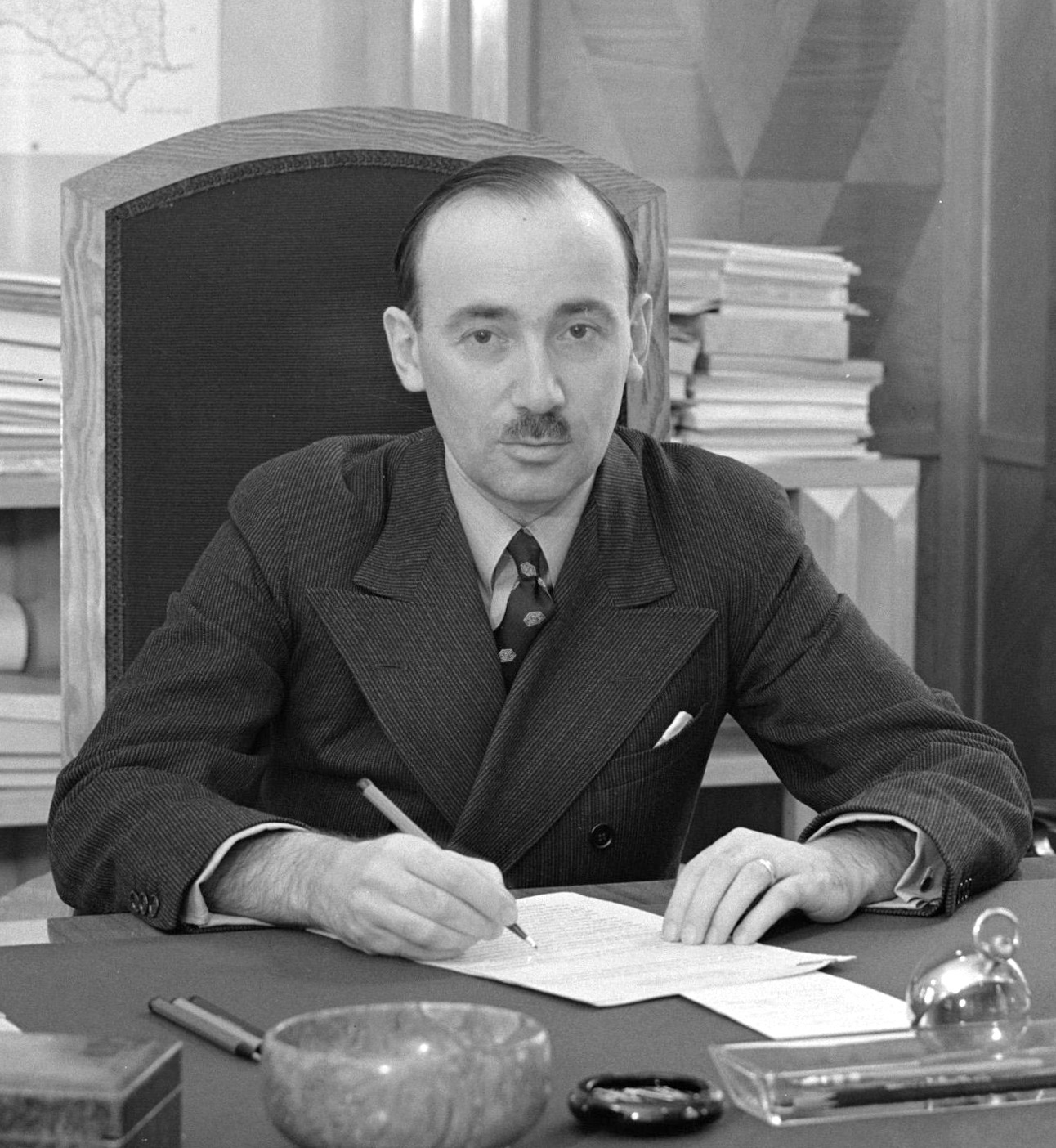
Вацлав Енджеевич
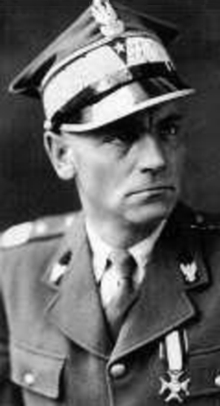
Бронислав Пругар-Кетлинг
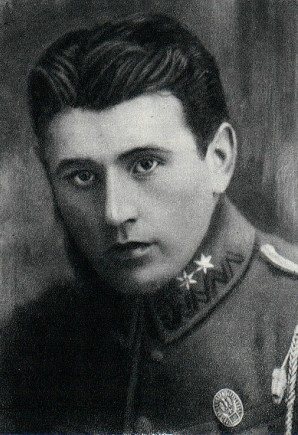
Тадеуш Алф-Тарчинский
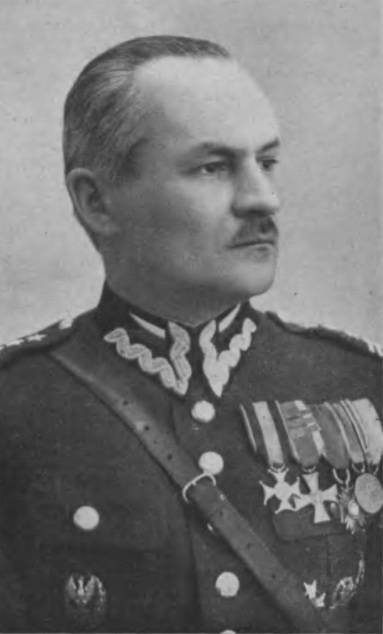
Рудольф Дрешер
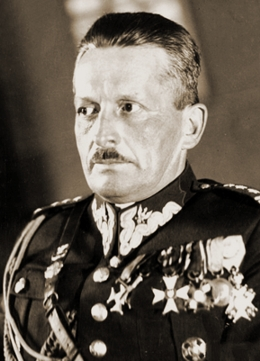
Артур Марушевский
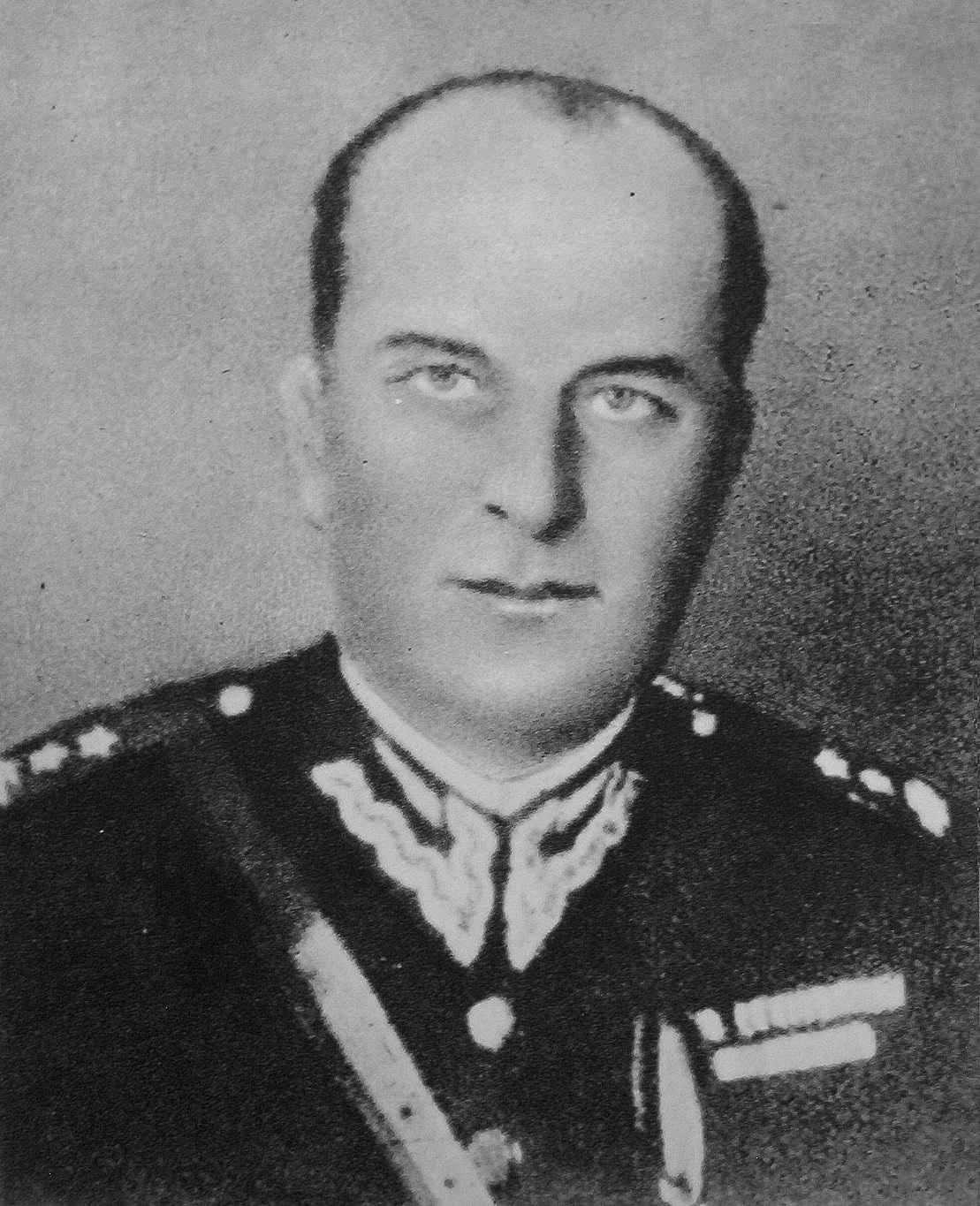
Витольд Держикрай-Моравский
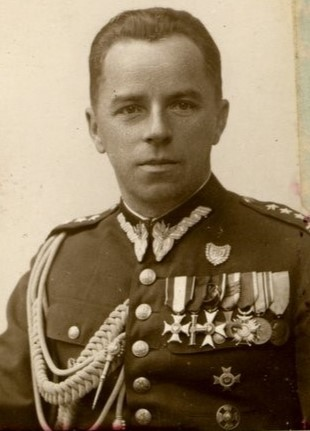
Тадеуш Мюнних
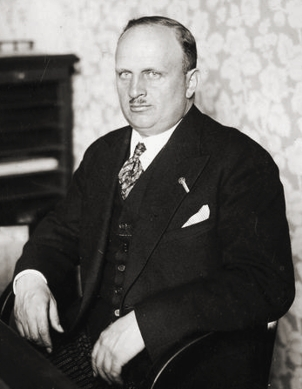
Юзеф Рожнецкий
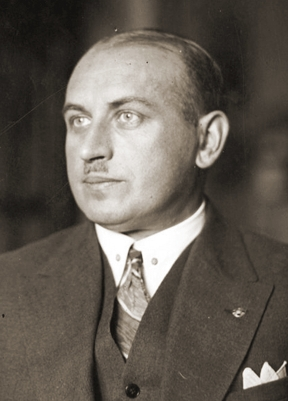
Роман Старжинский

### 1923
- генерал бригады Тадеуш Пелчиньский (польск.Tadeusz Walenty Pełczyński) (1892—1985) с июля 1941 — начальник главного штаба командования Союза вооружённой борьбы — Армии Крайовой, одновременно, с сентября 1943 — заместитель командующего Армии Крайовой. Один из руководителей Варшавского восстания в августе-сентябре 1944 года.
- генерал бригады Здзислав Пшиялковский (польск.Zdzisław Wincenty Przyjałkowski) (1892—1971) в сентябре 1939 года — командир 15-й Велькопольской дивизией пехоты в Армии «Поможе».
- полковник (посмертно-генерал бригады) Ярослав Шафран (польск.Jarosław Adam Bolesław Szafran)(1895—1940) в сентябре 1939 года — командир 35-й резервной дивизией пехоты, участник обороны Львова.
- генерал дивизии Зигмунт Богуш-Шишко (польск.Zygmunt Piotr Bohusz-Szyszko) (1893—1982) в сентябре 1939 года — командир 16-й Поморской дивизией пехоты Оперативной группы «Восток» Армии «Поможе», в 1940 году — командир 1-й отдельной польской горной бригады «Подгале» в составе экспедиционного корпуса союзников в Норвегии, с марта по октябрь 1942 года — начальник штаба Польской армии в СССР, затем командир 5-й дивизии пехоты на Ближнем Востоке, заместитель командира 2-го польского корпуса на итальянском фронте[7].
- майор Казимеж Дух (польск.Kazimierz Duch) (1890—1954) с 1929 года — вице-воевода Краковского воеводства, с 1930 года — депутат Сейма Польской Республики, в 1931—1933 годах — вице-президент города Кракова, затем заместитель министра социального обеспечения, с 1939 года — сенатор.
- майор Хенрик Флояр-Райхман (польск.Henryk Janusz Floyar-Rajchman ) (1893—1951) в 1928—1931 годах — военный атташе в Токио, в 1933—1934 — заместитель министра, а в мае 1934- октябре 1935 — министр промышленности и торговли, в 1935—1938 годах — депутат Сейма Польской Республики[8].
- генерал бригады Станислав Вилох (польск.Stanisław Franciszek Wiloch) (1890—1968) в сентябре 1939 года — начальник штаба Армии «Краков».
- генерал бригады Винцентий Ковальский (польск.Wincenty Kowalski) (1892—1984) в сентябре 1939 года — командир 1-й дивизии пехоты легионов, затем фактический командующий войсками оперативной группы «Вышков»[9].
- генерал бригады Ежи Орский (польск.Jerzy Marian Paweł Orski) (1894-?) в 1935—1939 годах — офицер для поручений начальника Генерального штаба Войска Польского и заместитель руководителя Секретариата Комитета обороны Республики.
- генерал бригады Ежи Завиша (польск.Jerzy Aleksander Zawisza ) (1895—1995) в сентябре 1939 года — начальник штаба Армии «Люблин».

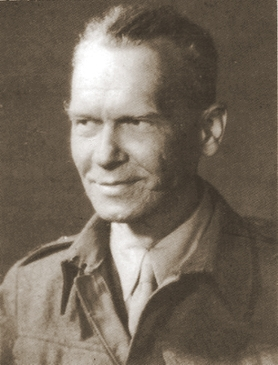
Тадеуш Пелчиньский
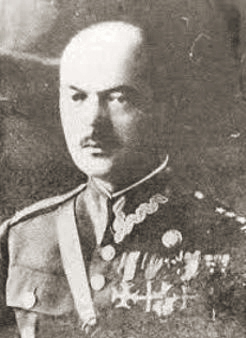
Здзислав Пшиялковский
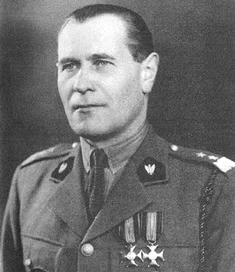
Зигмунт Богуш-Шишко
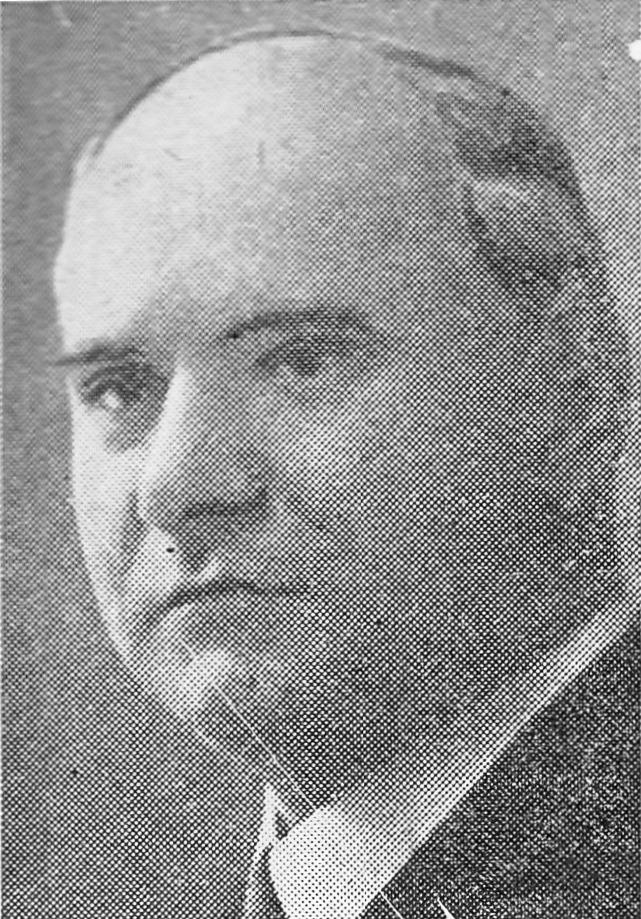
Казимеж Дух
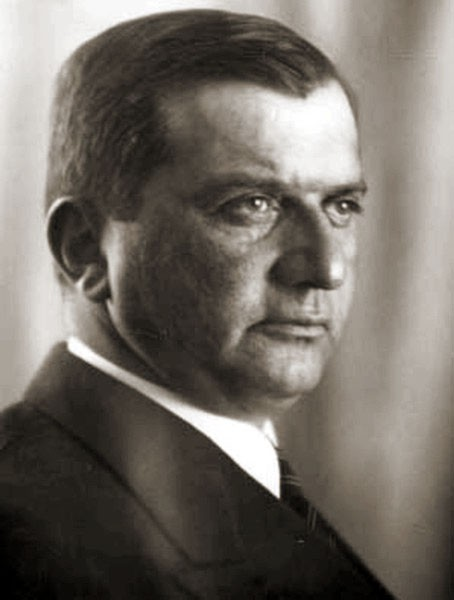
Хенрик Флояр-Райхман
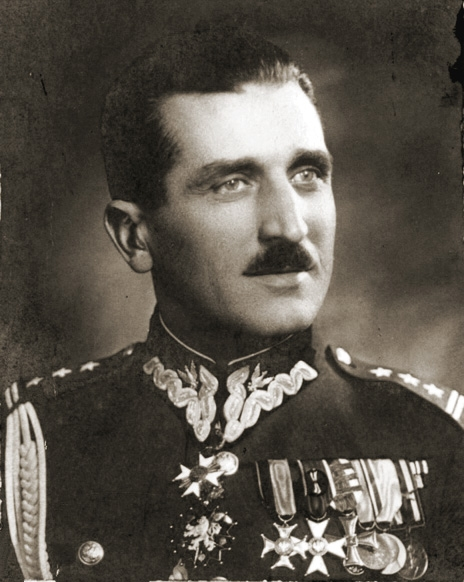
Винцентий Ковальский

### 1924
- майор Мариан Ходацкий (польск.Marian Stanisław Chodacki) (1898—1975) в 1936—1939 годах — генеральный комиссар Польской Республики в Вольном городе Данциге.
- полковник Ян Жепецкий (польск.Jan Rzepecki) (1899—1983) военный историк, первый президент подпольной вооружённой организации «Свобода и Независимость».
- генерал бригады Витольд Радецкий-Микулич (польск.Witold Marian Radecki-Mikulicz) (1891—1979)в 1940—1941 руководитель кабинета Верховного Главнокомандующего Вооруженными Силами Польши во Франции и Англии.
- генерал бригады Юзеф Смоленский (польск.Józef Smoleński) (1894—1978) в 1940—1941 годах — заместитель Главного коменданта — начальник штаба Союза вооруженной борьбы.
- генерал бригады Матеуш Ижицкий (польск.Mateusz Iżycki de Notto) (1898—1952) в сентябре 1939 года — командующий авиацией и ПВО Армии «Лодзь», а затем Армии «Варшава».
- полковник (посмертно-генерал бригады) Казимеж Дзюржинский (польск.Kazimierz Józef Dziurzyński) (1891—1940) в сентябре 1939 года — комендант города Лодзь, погиб в Катыне.

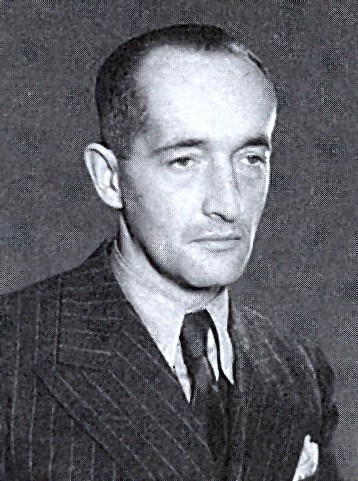
Мариан Ходацкий
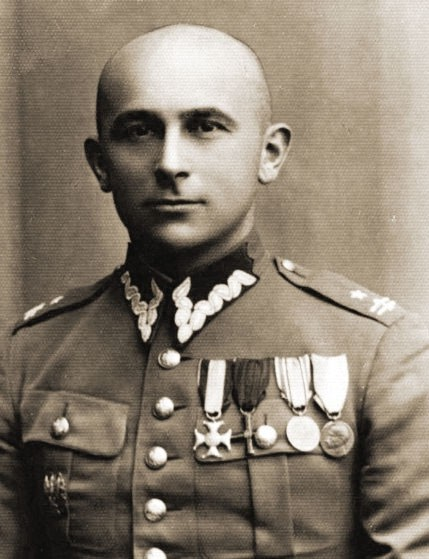
Ян Жепецкий
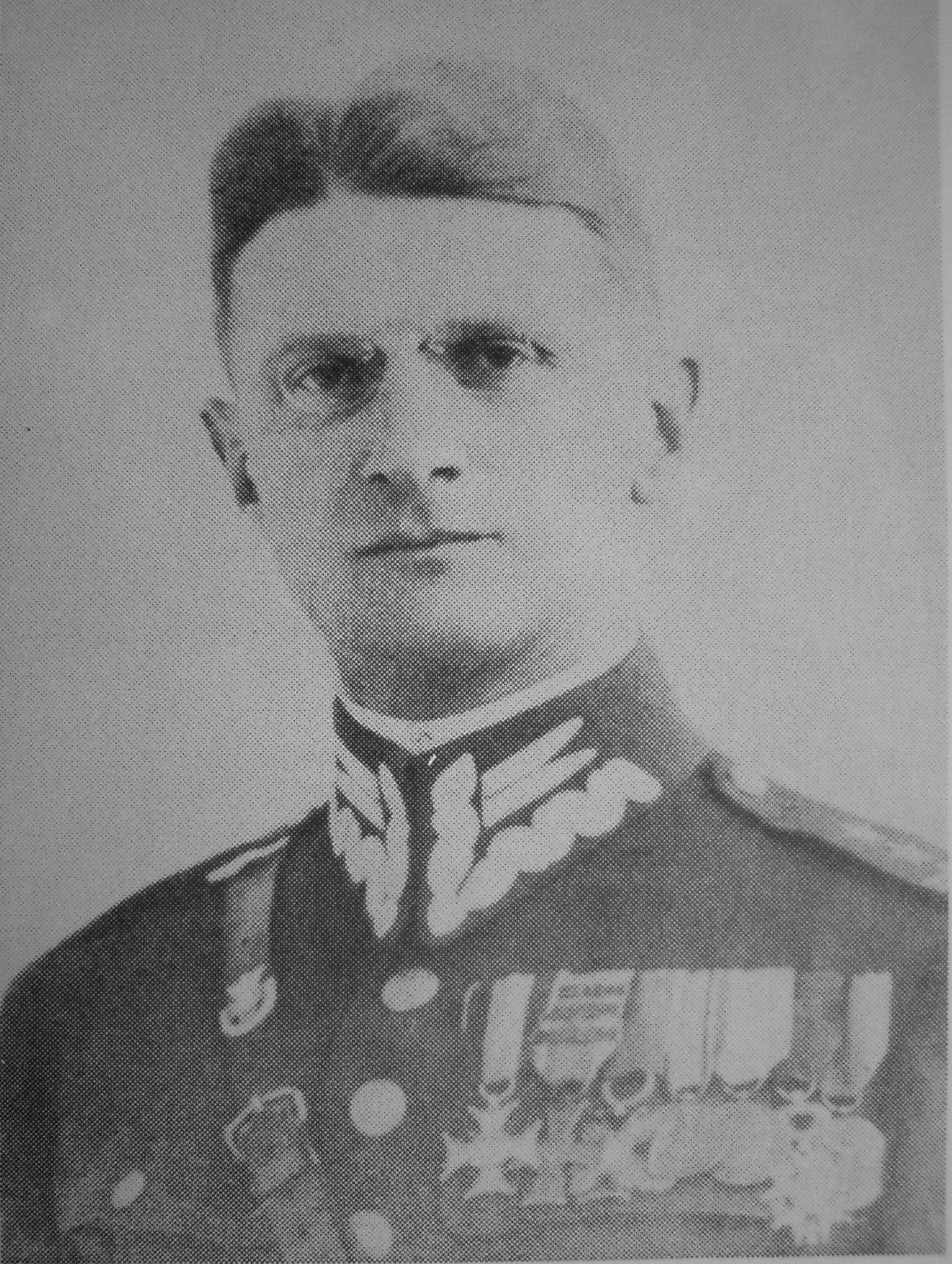
Витольд Радецкий-Микулич
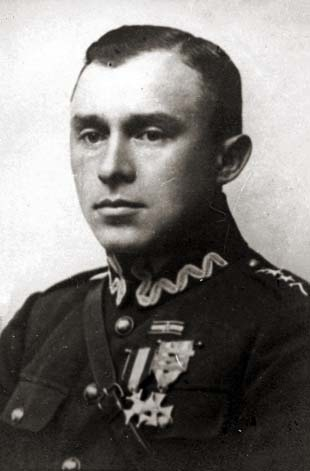
Юзеф Смоленский
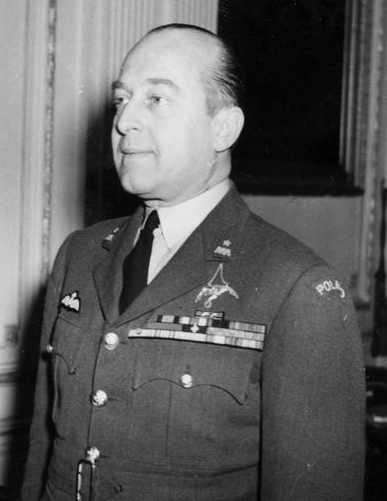
Матеуш Ижицкий

### 1925
- генерал брони Зыгмунт Берлинг (польск.Zygmunt Henryk Berling) (1896—1980) — командир 1-й польской пехотной дивизии имени Тадеуша Костюшко, 1-го корпуса польских войск в СССР, командующий 1-й Армией Войска Польского, в 1948—1953 годах — начальник Академии Генерального штаба Войска Польского.[10]
- подполковник Гвидо Лангер (польск.Gwido Karol Langer) (1894—1948) в 1931—1939 годах начальник Бюро шифров, специалисты которого сыграли важнейшую роль в расшифровке «Энигмы».
- генерал бригады Леопольд Окулицкий (польск.Leopold Okulicki) (1898—1946) в октябре 1944- январе 1945 последний Главный комендант Армии Крайовой.
- генерал бригады Мечислав Словиковский (польск.Mieczysław Zygfryd Słowikowski, właśc. Mieczysław Zygfryd Słowik) (1896—1989) в 1941—1944 годах руководитель созданной им разведгруппы в Северной Африке.
- полковник (посмертно-генерал бригады) Константин Друцкий-Любецкий (польск.Konstanty Maria Józef Drucki-Lubecki) (1893—1940) в сентябре 1939 года — командир Виленской кавалерийской бригады, расстрелян в лагере Быковня под Киевом.
- генерал бригады Тадеуш Ромашевский (польск.Tadeusz Roman Tomaszewski ) (1894—1967) в сентябре 1939 года — начальник штаба обороны Варшавы.

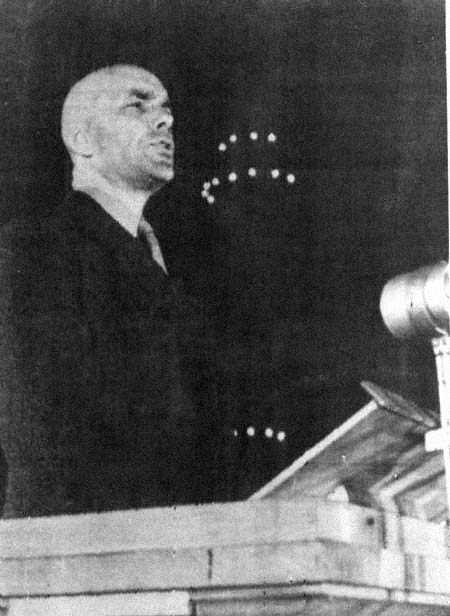
Зыгмунт Берлинг
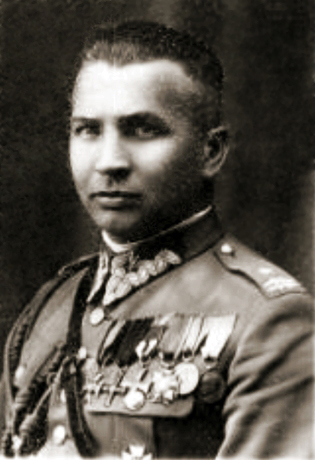
Леопольд Окулицкий
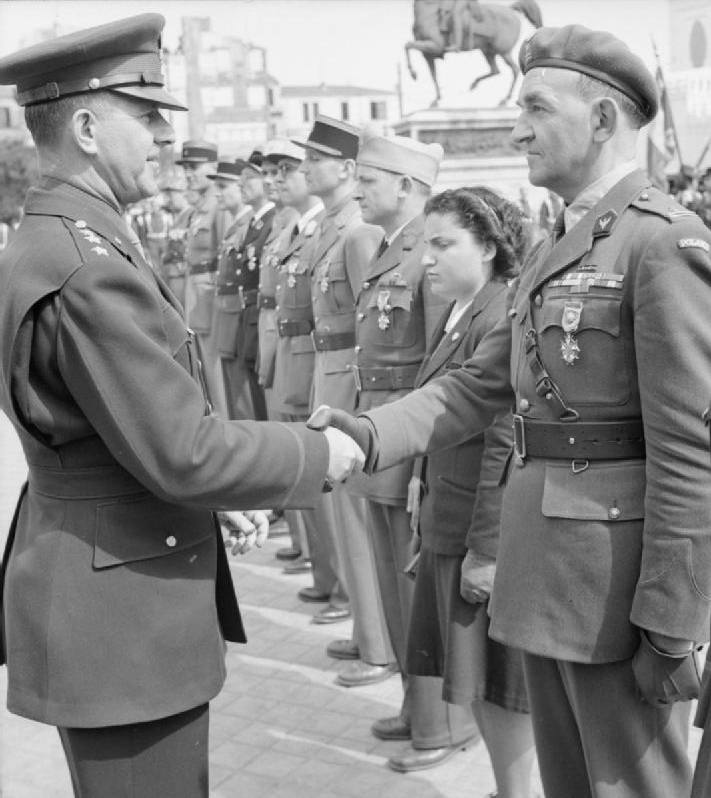
Мечислав Словиковский (справа)
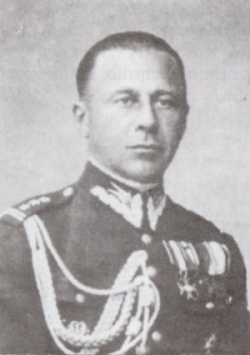
Константин Друцкий-Любецкий
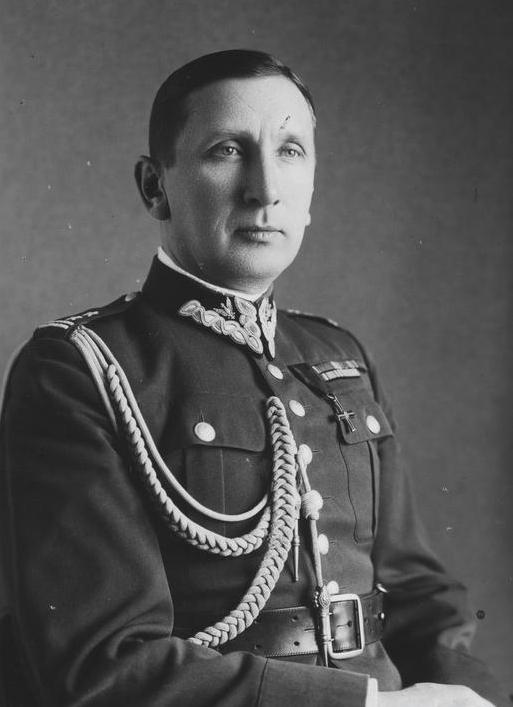
Тадеуш Ромашевский

### 1926
- полковник Стефан Коссецкий (польск.Stefan Kossecki) (1889—1940?) в сентябре 1939 года — командир 18-й пехотной дивизии в составе оперативной группы «Нарев».
- полковник (посмертно — генерал бригады) Франчишек Полняшек (польск.Franciszek Polniaszek) (1892—1940) в сентябре 1939 года — командир Львовской бригады национальной обороны, погиб в Катыне.
- полковник (посмертно — генерал бригады) Томаш Обертинский польск.Tomasz Obertyński) (1896—1940) в сентябре 1939 года — начальник штаба Армии «Пруссы», затем Северного фронта (группы армий генерала Домб-Бернацкого).
- подполковник Адам Корвин-Соколовский польск.Adam Ludwik Korwin-Sokołowski) (1896—1979) в декабре 1935 — сентябре 1939 года — воевода Новогрудского воеводства.
- полковник Анджей Марецкий (польск.Andrzej Marian Marecki) (1898—1943) в 1943 — начальник оперативного отдела Генерального штаба, погиб в авиакатастрофе вместе с Владиславом Сикорским.

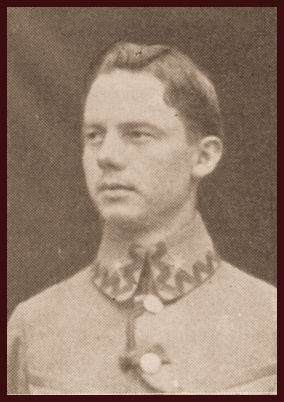
Франчишек Полняшек
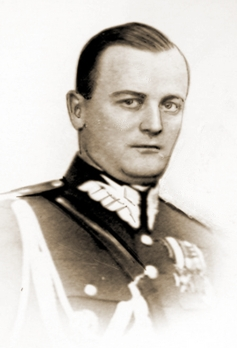
Адам Корвин-Соколовский
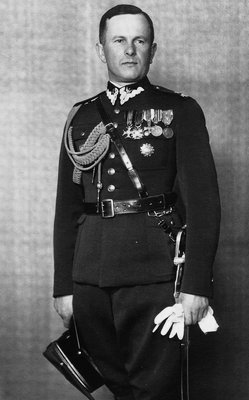
Анджей Марецкий

### 1927
- майор Александр Гауке-Новак (польск.Aleksander Hauke-Nowak vel Aleksander Nowak) (1896—1956) в январе 1933-апреле 1938 года — воевода Лодзинского воеводства, с апреля 1938 по сентябрь 1939 года — воевода Волынского воеводства.
- генерал бригады Антоний Шиманский (польск.Antoni Czesław Tadeusz Szymański) (1894—1973) с апреля 1932 по сентябрь 1939 года — польский военный атташе в Берлине, с июня 1939 года также военный атташе в Швейцарии. Участник обороны Львова. Был в советском плену. В июле-августе 1943 года — военный атташе Правительства Польши в изгнании в Каире, с января 1945 года — военный атташе в Париже, по окончании Второй мировой войны — до мая 1948 года начальник военной ликвидационной миссии в Париже.
- капитан Александр Кавалковский (польск.Aleksander Kawałkowski ) (1899—1965) польский дипломат, в 1937—1940 годах — генеральный консул Польской Республики в Лилле. В 1944 году назначен полномочным министром Правительства Польши в изгнании, а также представителем данного Правительства во Франции, в Голландии и Бельгии.
- майор Юлиан Пясецкий (польск.Julian Marian Piasecki ) (1896—1944) в 1933—1939 годах — 1-й заместитель министра связи Польши. Был членом Главного совета Лагеря национального объединения, председателем Польского автоклуба.

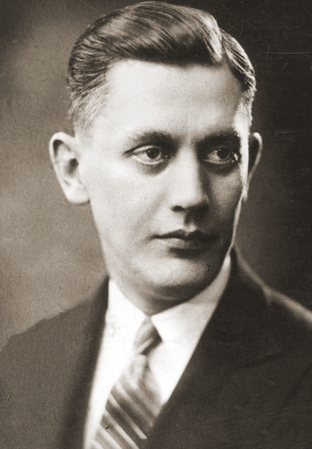
Александр Гауке-Новак
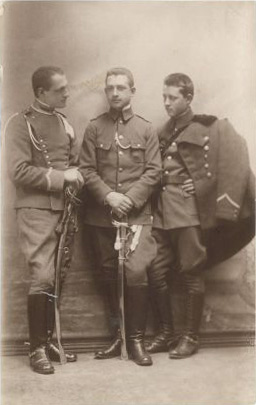
братья Пясецкие: Юлиан в центре.

### 1928
- генерал бригады Тадеуш Климецкий (польск.Tadeusz Apolinary Klimecki) (1895—1943) в июне 1940-июле 1943 — начальник Генерального штаба Войска Польского, погиб в авиакатастрофе вместе с Владиславом Сикорским.
- подполковник Адам Рудницкий (польск.Adam Rudnicki) (1897—1964) лидер Сейненского восстания в августе 1919 года, деятель польского освободительного движения.
- полковник (посмертно — генерал бригады) Ян Карч (польск.Jan Karcz) (1892—1943) в сентябре 1939 года — командир Мазовецкой кавалерийской бригады в Армии «Модлин», погиб в Освенциме.
- генерал бригады Леон Стшелецкий (польск.Leon Strzelecki ) (1895—1968) в сентябре 1939 — командир Подольской кавалерийской бригады в Армии «Познань».
- генерал бригады Бронислав Раковский (польск.Bronisław Stanisław Rakowski) в сентябре 1939 года — начальник штаба Южного фронта и обороны Львова, в советском плену, в декабре 1941 — сентябре 1942 года — командир 8-й, а затем 5-й польской пехотной дивизии в СССР. С сентября 1942 по август 1943 года — начальник штаба Польской армии на Востоке, а затем до января 1945 года командир 2-й бронетанковой бригады 2-го Польского корпуса, в 1945—1947 годах командовал 2-й Варшавской танковой дивизией.
- полковник (посмертно — генерал бригады) Ежи Ян Ястржембский (польск.Jerzy Jan Jastrzębski ) (1895—1944) в 1942 году — командир 3-й бригады Карпатских стрелков на Ближнем Востоке, затем заместитель командира 3-й дивизии Карпатских стрелков, погиб в битве при Монте-Кассино.

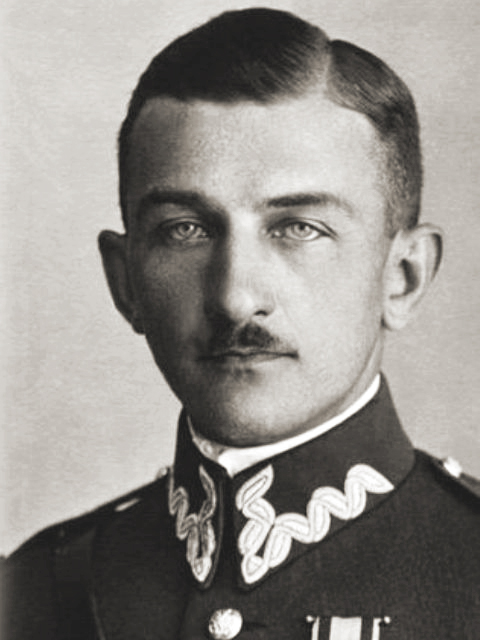
Тадеуш Климецкий
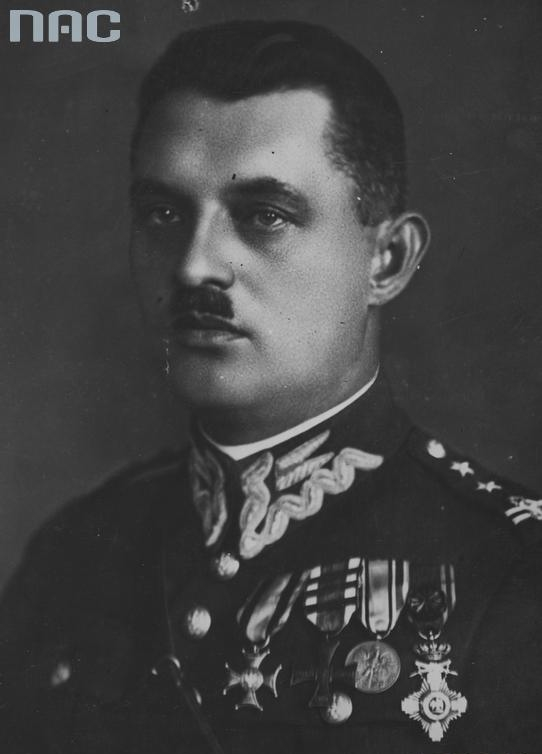
Ян Каркс
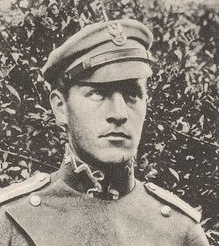
Леон Стшелецкий

### 1929
- полковник Зыгмунт Венда (польск.Zygmunt Wenda) (1896—1941) с 1938 года — депутат и вице-маршал Сейма Польской Республики V созыва. В сентябре 1939 года — офицер для поручений Верховного Главнокомандующего.
- подполковник (посмертно — полковник) Тадеуш Пущиньский (польск.Tadeusz Puszczyński) (1895—1939) — активный участник Силезских восстаний, руководитель диверсионной группы «Вавельберг».
- генерал бригады Витольд Еугениуш Савицкий (польск.Witold Eugeniusz Sawicki) в 1935—1938 годах — командир Поморской кавалерийской бригады, в 1938—1939 — директор по науке Центра подготовки кавалерии в Грудзендзе, в 1943—1945 годах — командир 6-й Львовской пехотной бригады в Италии.
- генерал бригады Гелиодор Цепа (польск.Heliodor Cepa) (1895—1974) с конца 1934 года — начальник Командования войск связи в Министерстве по военным делам, в 1939 году — командующий войсками связи в Главном командовании Войска Польского, затем — командующий войсками связи Польских Вооружённых Сил на Западе.

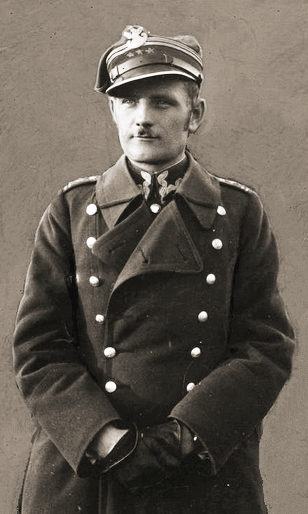
Зыгмунт Венда
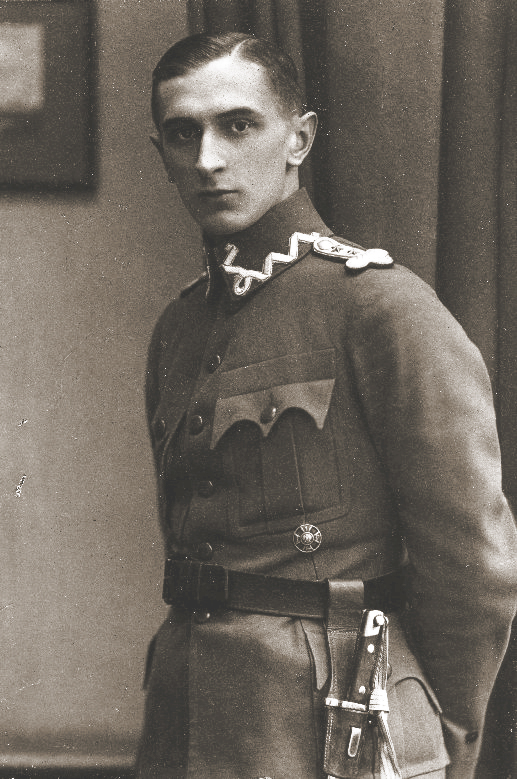
Тадеуш Пущиньский

В октябре 1928 года после окончания года обучения в Высшей военной школе её слушатели капитан Густав Ловчиновский и ротмистр Стефан Моссор были направлены на двухлетний курс Высшей военной школы (франц. École Supérieure de Guerre) в Париже, который окончили в 1930 году.
Генерал бригады Гостав Ловчиновский (польск.Gustaw Dobiesław Bogumił Gryf Łowczowski) (1897—1984) в 1934—1939 годах — заместитель военного, военно-морского и военно-воздушного атташе при посольстве Польской Республики в Париже. В 1944—1945 годах — командир 3-й бригады Карпатских стрелков.
Генерал дивизии Стефан Моссор (польск.Stefan Adolf Mossor) (1896—1957) в 1946—1949 гоах — заместитель начальника Генерального штаба Войска Польского, в 1947 году руководитель операции «Висла».

### 1930
- генерал бригады Станислав Гродский (польск.Stanisław Edward Grodzki) (1895—1946) в сентябре 1939 года — начальник штаба Армии «Модлин», в 1943—1945 годах — комендант Западной зоны Армии Крайовой, затем в Войске Польском: командир 16-й пехотной дивизии, 5-й Саксонской пехотной дивизии.
- генерал бригады Юлиан Филипович (польск.Julian Filipowicz) (1895—1945) — в сентябре 1939 года — командир Волынской кавалерийской бригады в Ровно, в 1941—1944 — инспектор Главного командования Армии Крайовой.

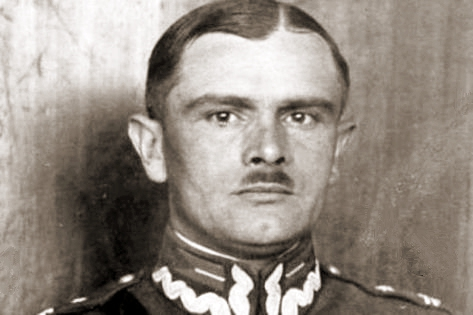
Юлиан Филипович

### 1931
- генерал дивизии Бронислав Дух (польск.Bronisław Bolesław Duch) (1896—1980) с 1938 года — директор по науке Центра обучения пехоты в Рембертуве, в 1940 — командир 1-й Гренадёрской дивизии во Франции, с августа 1940 по март 1941 года — генерал для поручений Верховного Главнокомандующего, в 1942—1943 годах — командир 1-й бригады стрелков I Польского корпуса в Шотландии, в 1943—1945 годах — командир 3-й дивизии Карпатских стрелков II-го Польского корпуса.
- генерал бригады Станислав Хабовский (польск.Stanisław Antoni Habowski) (1895—1966) в 1946—1948 годах в Войске Польском командовал 8-й Дрезденской пехотной дивизией, 5-й Саксонской пехотной дивизий, 4-й Поморской пехотной дивизией, в 1948—1949 годах — комендант Офицерской школы пехоты № 1 во Вроцлаве.
- генерал бригады Антоний Хрусьцель (польск.Antoni Chruściel) (1895—1960) в 1934—1937 годах — преподаватель тактики в Высшей военной школе, с марта 1938 — командир 82-го Сибирского стрелкового полка имени Тадеуша Костюшко в Бресте, во главе которого участвовал в сентябрьской кампании 1939, с июня 1941 — комендант округа Армии Крайовой «Варшава». Во время Варшавского восстания 1944 командовал повстанческими частями.
- генерал дивизии Клеменс Рудницкий (польск.Klemens Stanisław Rudnicki) (1897—1992) С 1938 года — командир 9-го уланского Малопольского полка, находился в советском плену, затем заместитель командира и командир дивизии в СССР, на ближнем Востоке, в итальянскую кампанию, с апреля 1945 года — командир 1-й бронетанковой дивизии Польских Вооруженных Сил на Западе.

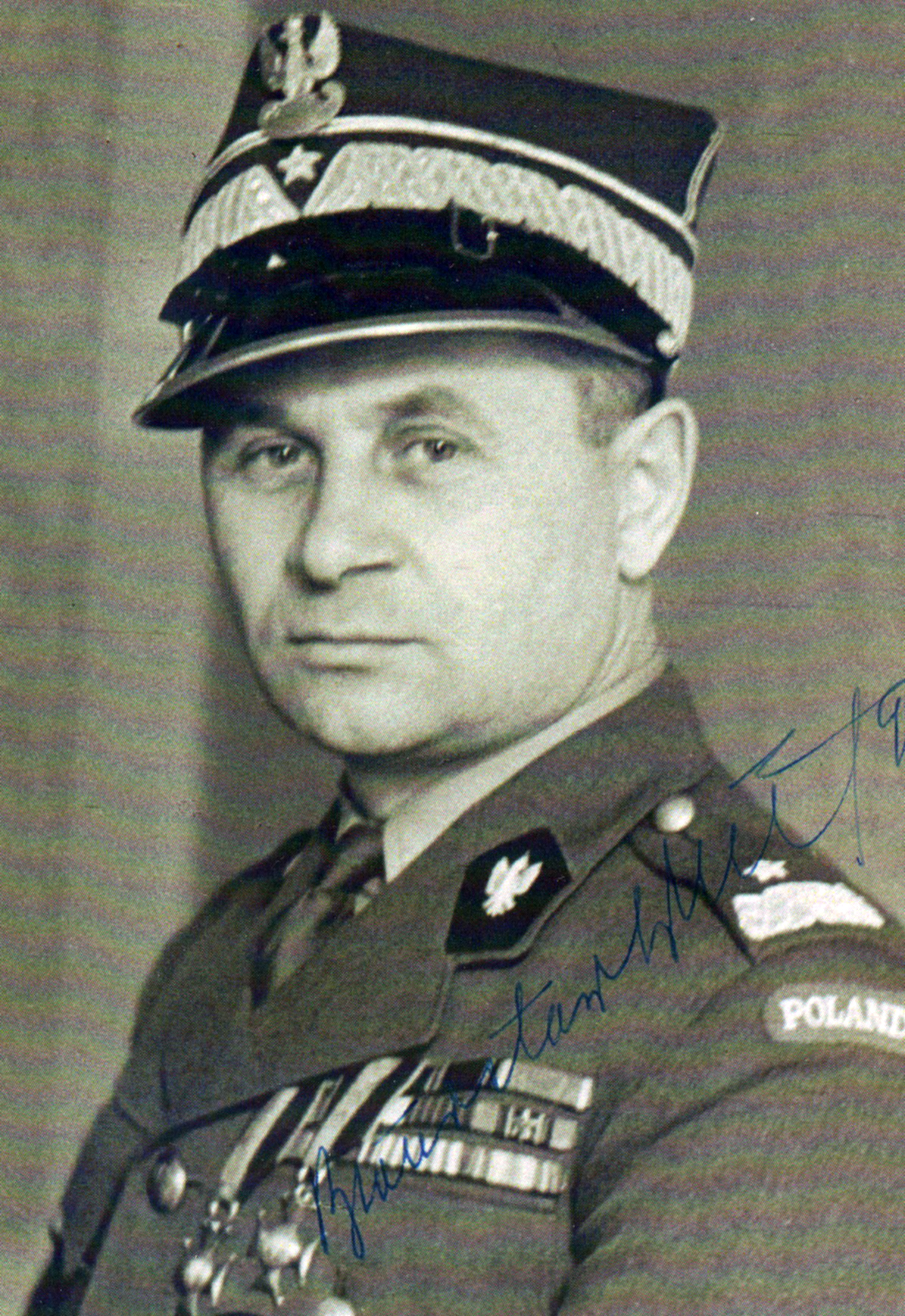
Бронислав Дух
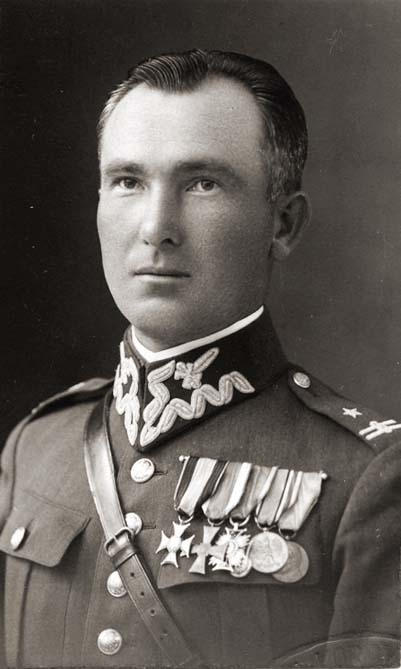
Антоний Хрусьцель
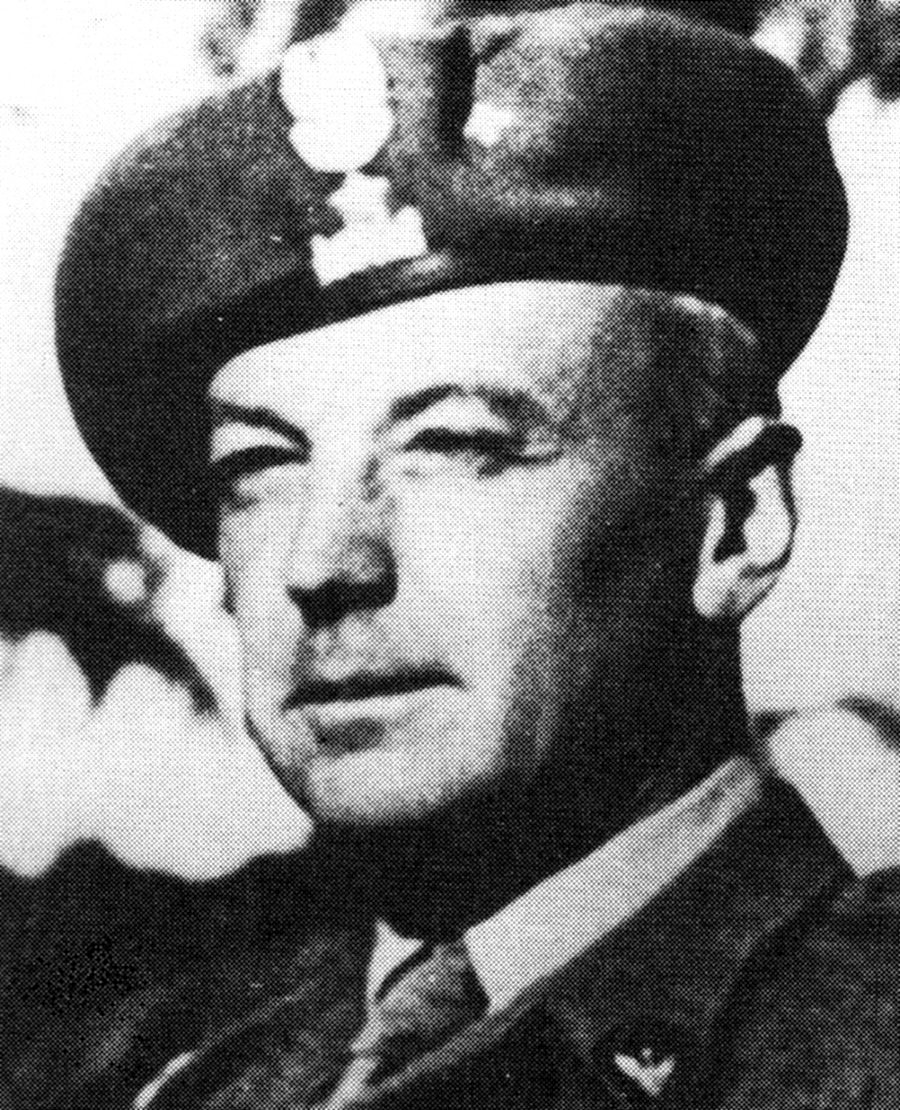
Клеменс Рудницкий
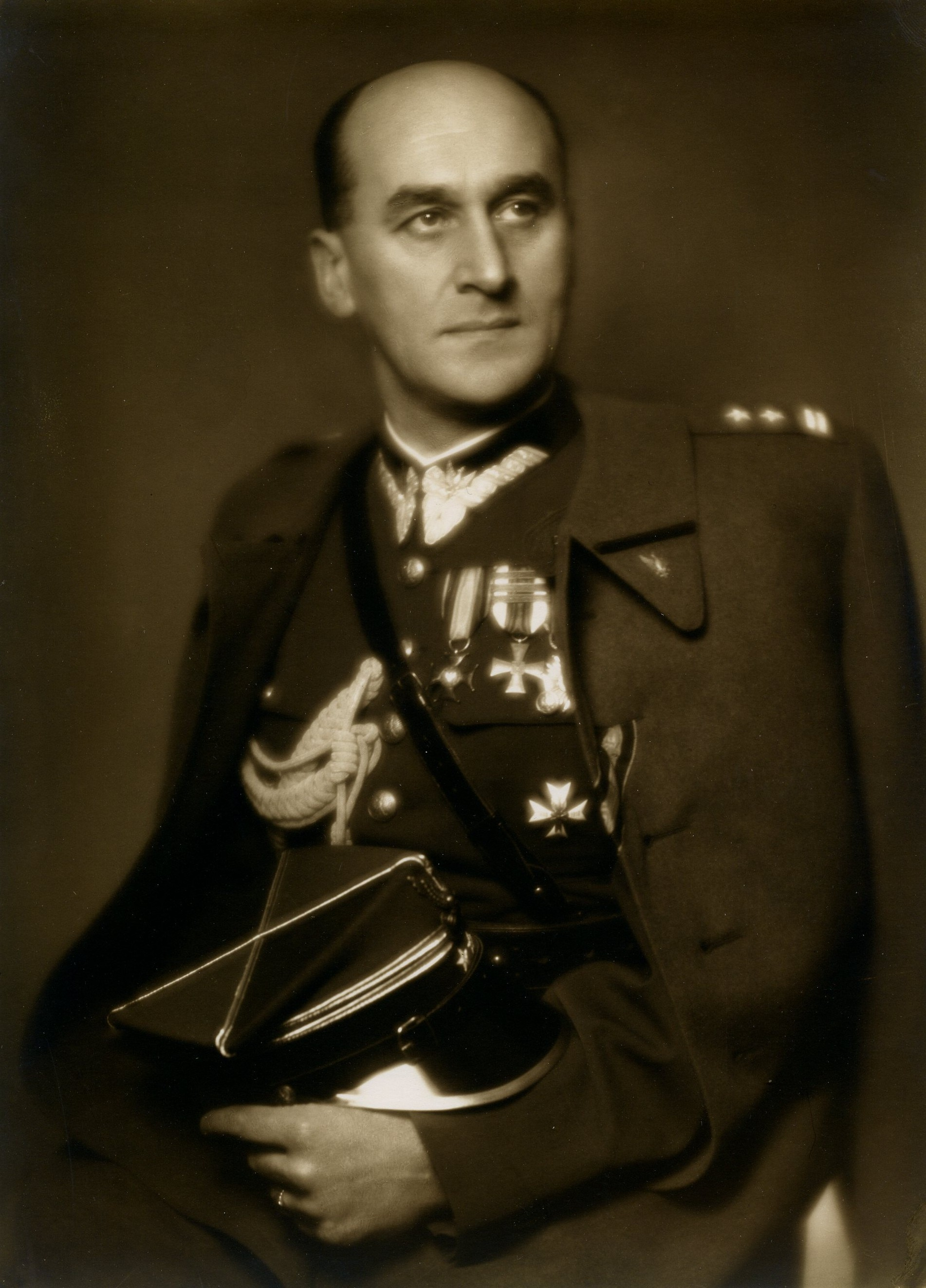
Бронислав Ноёль
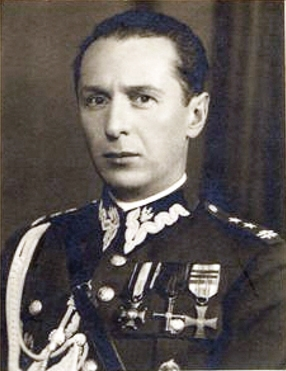
Станислав Татар

После окончания года обучения в Высшей военной школе её слушатели майоры артиллерии Бронислав Ноёль и Станислав Татар были направлены на двухлетний курс Высшей военной школы в Париже, дипломы об окончании школы получили после возвращения в Польшу в 1932 году.
- генерал бригады Бронислав Ноёль (польск.Bronisław Antoni Marian Noël) (1897—1979) в 1942—1947 годах — начальник штаба, командующий артиллерией, заместитель командира 1-й бронетанковой дивизии Польских Вооруженных Сил на Западе[11].
- генерал бригады Станислав Татар (польск.Stanisław Tatar) (1896—1980) один из командиров Армии Крайовой, в 1943—1944 — заместитель начальника штаба Армии Крайовой.

### 1932
- генерал бригады Казимеж Висневский (польск.Kazimierz Marian Wiśniowski) (1896—1964) с ноября 1943 по октябрь 1946 года — начальник штаба 2-го Польского корпуса.
- генерал бригады Кароль Земский (Вахновский) (польск.Karol Jan Ziemski) (1895—1974) военный деятель Армии Крайовой: заместитель командующего Варшавского округа — командир группы «Варшава-Север», участник Варшавского восстания.
- полковник Януш Бокщанин (польск.Janusz Bohdan Bokszczanin) (1894—1973) в октябре 1944 — апреле 1945 года — начальник штаба Главной комендатуры Армии Крайовой.
- генерал бригады Ежи Кирхмайер (польск.Jerzy Maria Kirchmayer) (1895—1959) польский военачальник, военный историк.

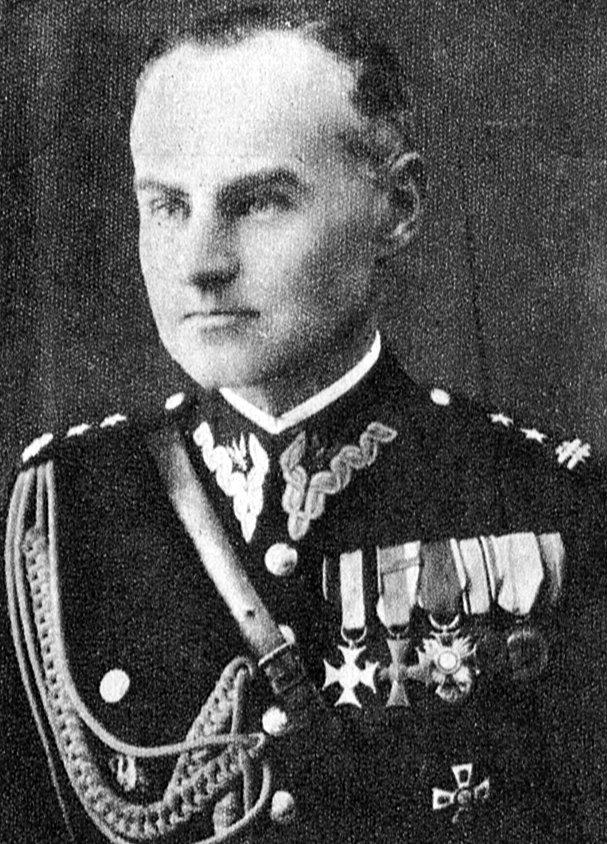
Кароль Земский (Вахновский)
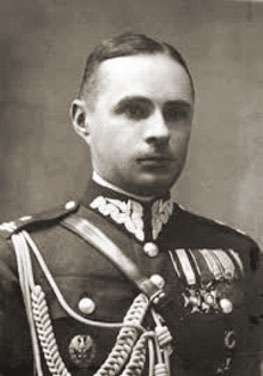
Януш Бокщанин

- полковник Багауддин Хурш (пол. Bahaedin Emir Hassan Hursz; Багаудин Хуршилов; 1891—1946) — активный участник антисоветского кавказского эмигрантского движения. Военный представитель Народной Партии Горцев Кавказа. В 1930—1932 гг. в Высшей Военной школе (пол. Wyższa Szkoła Wojenna) Главного штаба Польской армии. С 1939 года полковник, заместитель командира Мазовецкой кавалерийской бригады. Участник боевых действий против Германии в 1939 году. В годы Второй мировой войны военный деятель движения Армии Краевой (АК). Автор работ по военной истории Кавказа.

### 1934
- Дьяченко Пётр Гаврилович (1895—1965) украинский военный и историк, полковник армии УНР; в эмиграции — майор Войска Польского, полковник УОА и УНА в составе Вермахта; генерал-хорунжий (1961).
- Палиенко Николай Васильевич (1896—1944) российский и украинский военный деятель, служивший в годы Второй мировой войны в звании штурмбаннфюрера СС в 14-й гренадерской дивизии СС «Галичина».

### 1935
- генерал бригады Станислав Куничак (польск.Stanisław Bronisław Kuniczak )(1900—1974) в довоенный период и в период войны — офицер польской военной разведки, в послевоенные годы — деятель Правительства Польши в изгнании, в 1971—1973 годах — министр социального обеспечения.
- генерал дивизии Франтишек Скибинский (польск.Franciszek Skibiński) (1899—1991) в 1940—1942 — начальник штаба, в 1943—1944 — заместитель командира, в январе-июле 1945 — командир 10-й бронекавалерийской бригады[12].

Франтишек Скибинский

### 1936
- генерал брони Юзеф Куропеска (польск.Józef Kuropieska ) (1904—1998) с 1947 — командир 15-й пехотной дивизии в Ольштыне, в 1948 — директор по научной работе в Академии Генерального штаба, в 1948—1949 — заместитель начальника Генерального штаба, в 1949—1950 — начальник штаба Варшавского военного округа. В 1950 году арестован, обвинён в шпионаже и военном заговоре, приговорён к смертной казни, освобождён, а затем реабилитирован в 1956. В 1957—1964 — командующий Варшавским военным округом. В 1963—1968 — начальник Академии Генерального штаба. Член Сейма Польской Народной Республики II и III созывов от Польской объединённой рабочей партии (ПОРП).

### 1938
- Павел Феофанович Шандрук (1889—1979) украинский и польский военный деятель, генерал-хорунжий армии УНР (1920), 17 марта 1945 года возглавил созданный в Веймаре Украинский национальный комитет, с 24 апреля 1945 года — командующий Украинской национальной армией (Українська Національна Армія), сформированной Верховным Командованием Вермахта на основе 14-й дивизии СС «Галичина» (в УНА — 1-я Украинская дивизия) и противотанковой бригады «Свободная Украина» (Протипанцерна бригада «Вільна Україна») (в УНА — ядро 2-й Украинской дивизии).

### 1939
- подполковник (посмертно — генерал бригады) Ян Войцех Киверский (польск.Jan Wojciech Kiwerski) (1910—1944) в феврале-апреле 1944 года — командир 24-й Волынской дивизии Армии Крайовой.

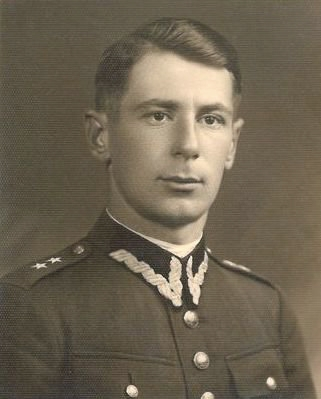
Ян Войцех Киверский

## Известные выпускники курсов повышения образования Высшей военной школы
1922
- генерал бригады Юрий Фаддеевич Волковицкий (польск.Jerzy Wołkowicki)(1883—1983).
- генерал бригады Вильгельм Лавич-Лишка (польск.Wilhelm Andrzej Lawicz vel Liszka)(1893—1968) в сентябре 1939 года — командир 20-й дивизии пехоты в Армии «Модлин».
- генерал бригады Роман Абрахам (польск.Roman Józef Abraham) (1891—1976) в сентябре 1939 года — командир Велькопольской кавалерийской бригадой, затем командующий кавалерийской группой в Армии «Познань»[13].
- полковник (посмертно — генерал бригады) Тадеуш Курциуш (польск.Tadeusz Kurcyusz )(1881—1944) с 1 августа 1943 года до 22 апреля 1944 — Главный комендант (главнокомандующий) Национальными вооруженными силами (NSZ).
- генерал бригады Миколай Болтуч (польск.Mikołaj Bołtuć) (1893—1939) в сентябре 1939 года — командующий оперативной группой «Восток» в составе Армии «Поможе».Погиб в бою[14].
- полковник Людвик Боцяньский (польск.Ludwik Bociański) (1892—1970)в 1930—1931 годах — депутат Сейма Польской Республики III созыва, в 1935—1939 годах — воевода Виленского воеводства, с мая 1939 года — воевода Познанского воеводства. В сентябре 1939 года — главный квартирмейстер правительства.
- полковник Абжолтовский Сергей Николаевич (польск.Sergiusz Abżółtowski) (1890—1939) российский и польский военный деятель, пилот, видный теоретик авиации. С 1918 года в Польской Армии во Франции, заместитель командующего а затем командующий авиацией армии. В 1922—1923 годах — военный атташе Польши в Москве.
- генерал бригады Тадеуш Махальский (польск.Tadeusz Machalski) (1893—1983) с сентября 1939 года — военный атташе Польши в Анкаре и Афинах, с июля 1943 по август 1945 года — военный атташе при греческом правительстве в Каире, а затем в Афинах. В 1957—1963 — министр, в 1963—1965 годах — министр финансов Правительства Польши в изгнании.
- генерал дивизии Стефан Ровецкий (польск.Stefan Paweł Rowecki) (1895—1944) Главный Комендант Армии Крайовой в период с 14 февраля 1942 до 30 июня 1943 года.

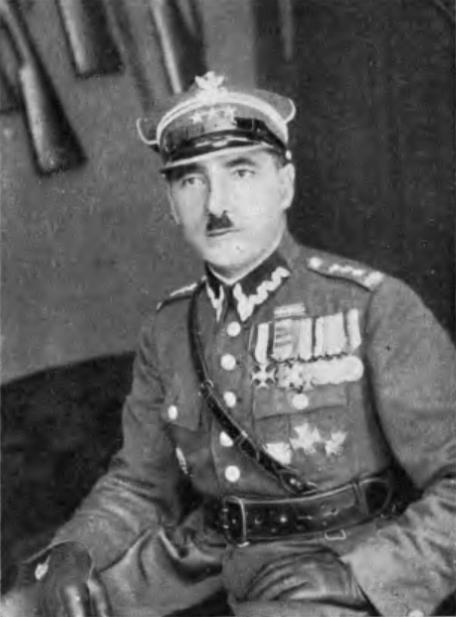
Вильгельм Лавич-Лишка
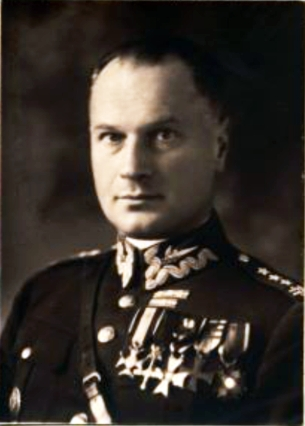
Роман Абрахам
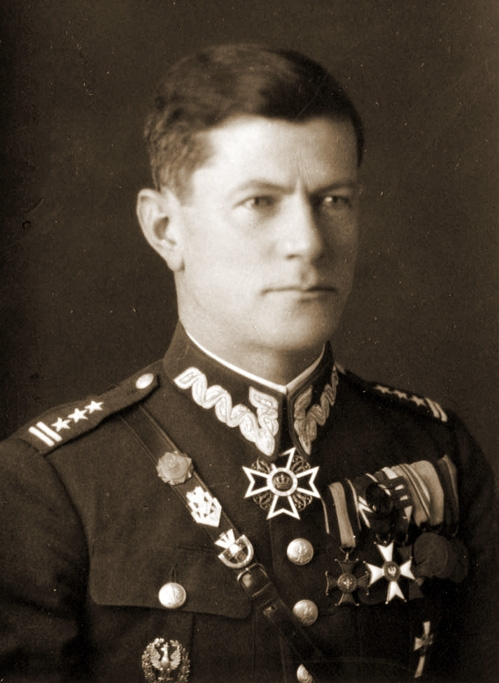
Миколай Болтуч
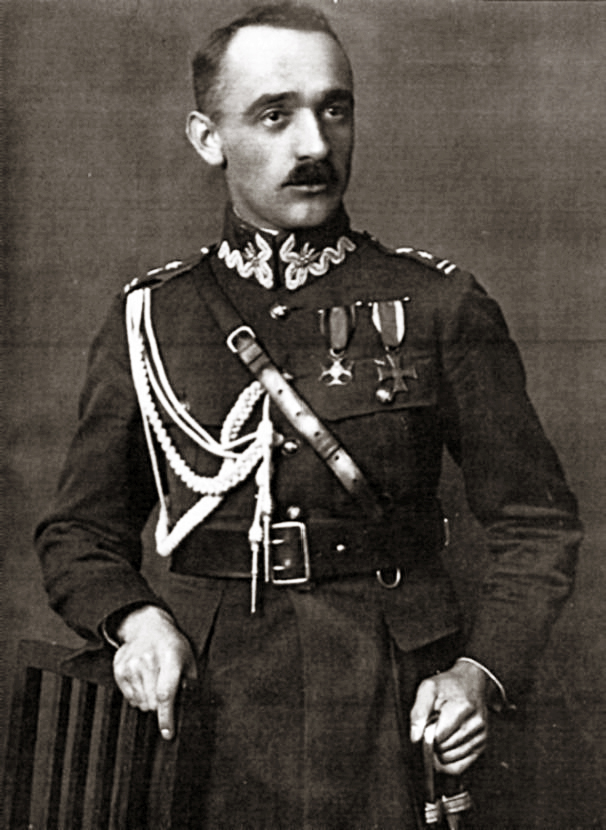
Людвик Боцяньский
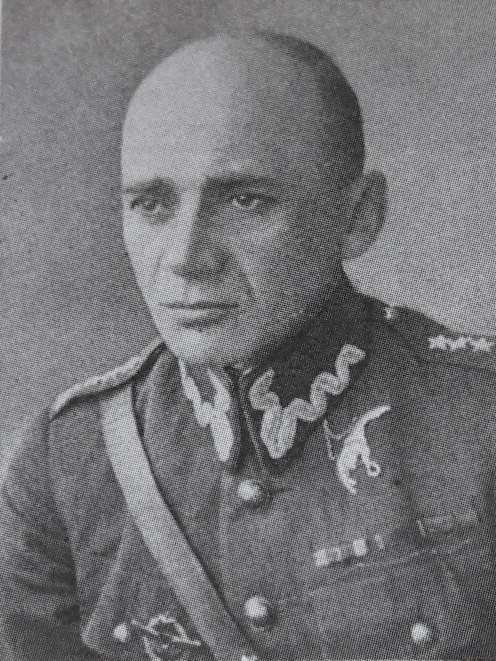
Абжолтовский Сергей Николаевич
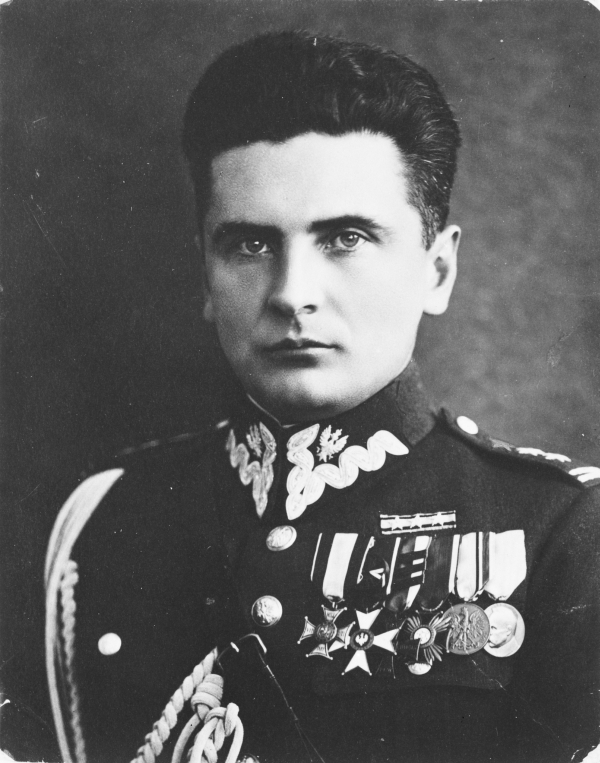
Стефан Ровецкий

1923
- генерал дивизии Эмиль Крукович-Пшеджимирский герба Лук (польск.Emil Karol Przedrzymirski de Krukowicz herbu Łuk ) (1886—1957) в сентябре 1939 года — командующий Армией «Модлин»[15].
- генерал дивизии Изидор Модельский (польск.Izydor Modelski ) (1889—1962) в ноябре 1939-декабре 1944 года — II-й заместитель министра по военным делам (затем — министра национальной обороны) Правительства Польши в изгнании.
- подполковник Валерий Славек (польск.Walery Jan Sławek) (1879—1939) в марте-августе 1930, декабре 1930 — мае 1931, марте-октябре 1935 — Председатель Совета Министров Польской Республики, в июне — ноябре 1938 года — Маршал Сейма.
- генерал бригады Януш Гонсёровский (польск.Janusz Tadeusz Gąsiorowski) в декабре 1931 — июне 1935 года — начальник Генерального штаба Войска Польского, в сентябре 1939 года — командир 7-й дивизии пехоты в Армии «Краков».
- генерал бригады Владислав Повежа (польск.Władysław Paweł Powierza) (1891—1975) в сентябре 1939 года командир 23-й дивизии пехоты в Армии «Краков».
- генерал бригады Станислав Сосабовский (польск.Stanisław Franciszek Sosabowski ) (1892—1967) в 1940—1944 годах — командир 4-й кадровой стрелковой бригады (с октября 1942 года — 1-я свободная парашютная бригада).
- полковник Юлиуш Ульрих (польск.Juliusz Ulrych) (1888—1959) в октябре 1935 — сентябре 1939 года — министр связи Польской Республики, с 1938 по 1939 год — депутат Сейма V-го созыва, в 1939 году — Начальник связи в Штабе Верховного Главнокомандующего.
- генерал бригады Станислав Уейский (польск. Stanisław Ujejski) (1891—1980) в 1937—1939 годах — начальник штаба военно-воздушных сил Польской Республики, с августа 1939 года — начальник штаба главнокомандующего военно-воздушных сил и ПВО Польши.

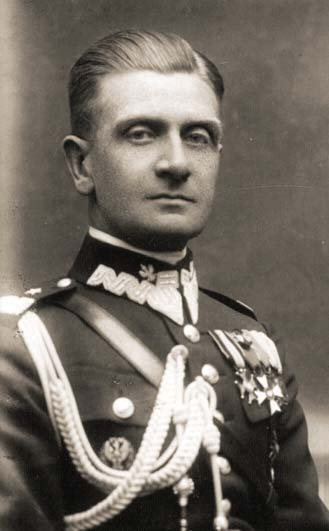
Эмиль Крукович-Пшеджимирский
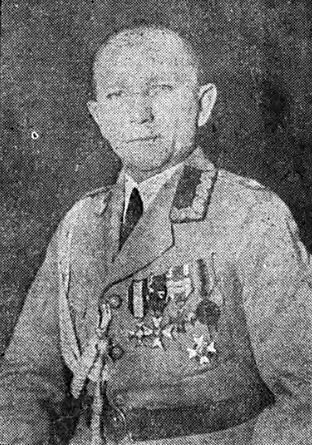
Изидор Модельский
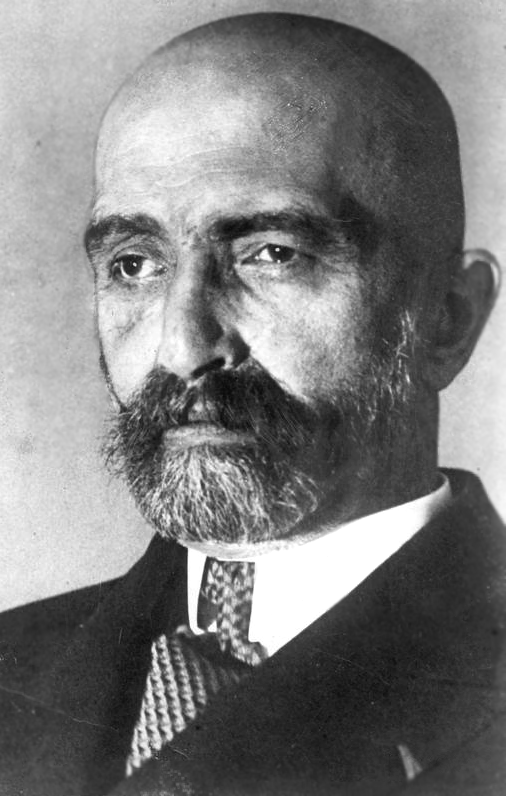
Валерий Славек
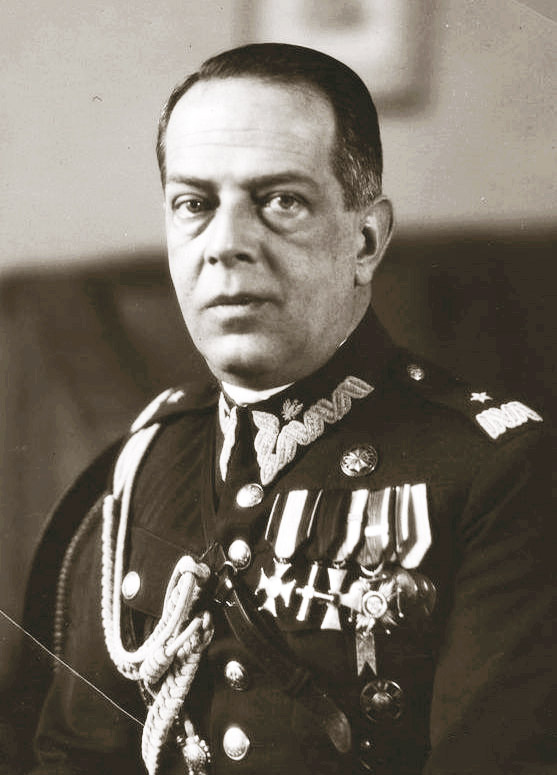
Януш Гонсёровский
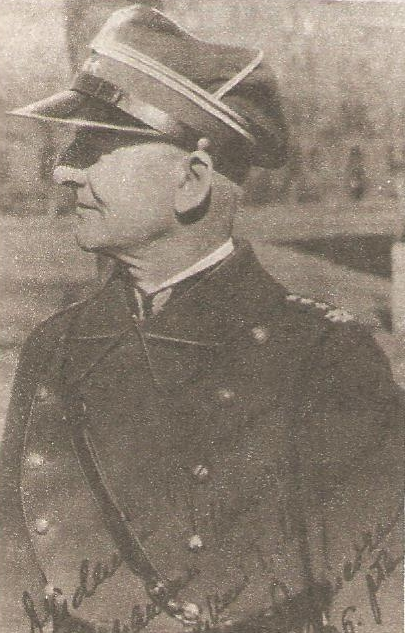
Владислав Повежа
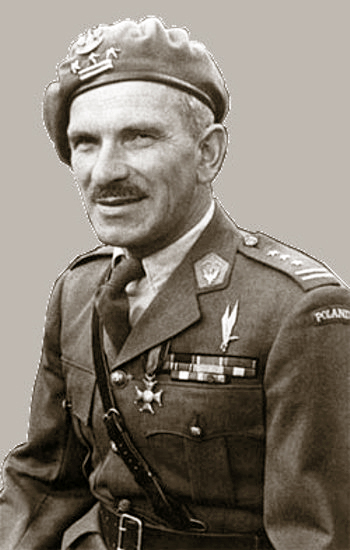
Станислав Сосабовский
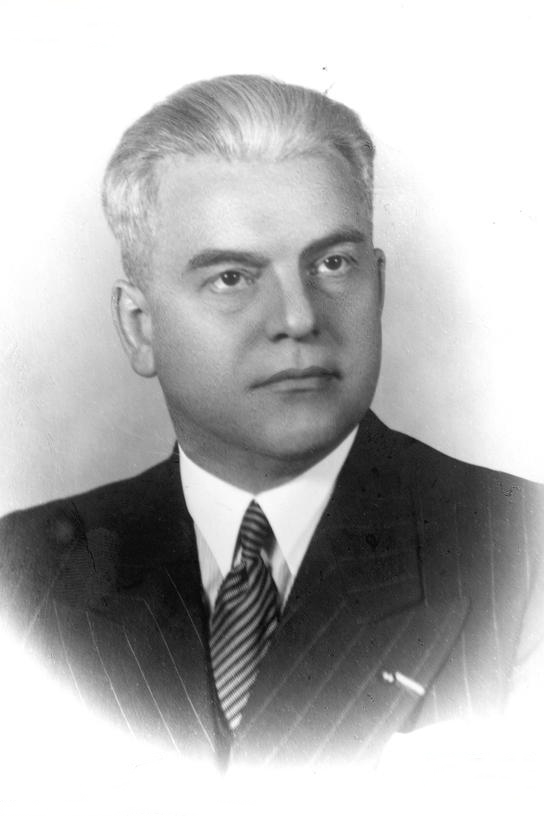
Юлиуш Ульрих
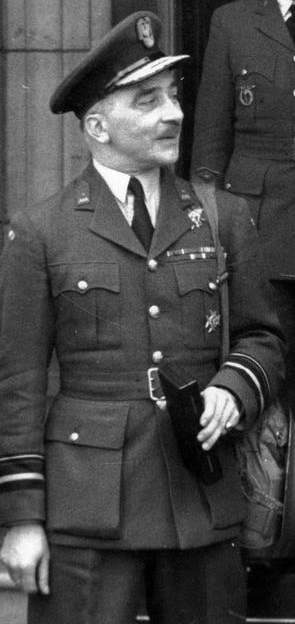
Станислав Уейский

1924
- генерал бригады Тадеуш Малиновский (польск.Tadeusz Malinowski) (1888—1980) с марта 1936 по сентябрь 1939 — заместитель начальника Генерального штаба Войска Польского.
- генерал бригады Юлиуш Драпелла (польск.Juliusz Alfred Drapella) (1886—1946) в сентябре 1939 года — командир 27-й дивизии пехоты в Армии «Поможе».
- полковник Адам Коц (польск.Adam Ignacy Koc) (1891—1969) в период Советско-польской войны — командир Добровольческой дивизии (июль-декабрь 1920), один из активных участников Майского переворота 1926 года, в 1928—1936 годах — депутат Сейма II, III и IV созывов, в 1938—1939 годах — сенатор V созыва, в 1930—1935 годах — заместитель министра финансов, в 1932—1935 также комиссар правительства в Польском Банке, в феврале — апреле 1936 года — Президент Польского Банка, в феврале 1937 — январе 1938 года — лидер националистической партии Лагерь национального единения, с 10 сентября 1939 года — заместитель министра финансов, затем в 1939—1940 годах — министр финансов, министр промышленности и торговли, заместитель статс-секретаря в Министерстве финансов в Правительстве Польши в изгнании.
- полковник Игнаций Матушевский (польск.Ignacy Hugo Stanisław Matuszewski) (1891—1946) польский политик, журналист, дипломат. В 1924—1926 — военный атташе в Риме, в 1926—1928 — директор административного департамента Министерства иностранных дел, в 1928—1929 — посланник в Будапеште, в 1929—1931 — министр финансов Польской Республики. Являлся членом Международного олимпийского комитета.
- полковник Бронислав Перацкий (польск.Bronisław Wilhelm Pieracki) (1895—1934) польский политический деятель. С 1928 года — депутат Сейма (II и III созывов), в октябре 1928 — апреле 1929 года — заместитель начальника Генерального штаба Войска Польского, с декабря 1930 года по июнь 1931 — министр без портфеля, вице-премьер. В 1931—1934 годах — министр внутренних дел Польской Республики.
- генерал бригады Воликовский Ромуальд Иосифович (польск.Romuald Wolikowski) (1891—1992) начальник польской военной миссии в СССР в августе 1941-сентябре 1942[16][17].
- подполковник Станислав Кара (польск.Stanisław Kara ) (1893—1955 или 1956) дипломат, в 1932—1935 годах — генеральный консул в Лилле, в 1935—1938 годах — генеральный консул в Париже, с ноября 1938 года — генеральный консул Польской Республики в Берлине.
- генерал брони Станислав Мачек (польск.Stanisław Władysław Maczek ) (1892—1994) в сентябре 1939 года — командир 10-й моторизованной кавалерийской бригады в составе Армии «Краков». В 1940—1945 годах — командир 2-й бригады стрелков, 10-й танково-кавалерийской бригады, с февраля 1942 — 1-й танковой дивизии, в 1945 — I Польского корпуса (в период его демобилизации).
- генерал бригады Эдвард Перкович (польск.Edward Perkowicz) (1886—1964) в сентябре 1939 года — командир Дисненской полубригады народной обороны.
- генерал бригады Загорский Сергей Антонович (польск.Sergiusz Zahorski) (1886—1962) участник летних Олимпийских игр 1912 года, в 1928—1936 годах командовал кавалерийскими бригадами.
- полковник Тадеуш Шетцель (польск.Tadeusz Schaetzel de Merzhausenl vel Schätzel) (1891—1971) в 1930—1933 годах — руководитель кабинета Председателя Совета Министров Польской Республики, в 1931—1934 годах — начальник Восточного отдела МИД,в 1934—1935 годах — вице-директор Политического департамента МИД, в 1930—1938 годах — депутат Сейма III и IV созывов, в 1935—1938 годах — вице-маршал Сейма IV созыва.
- генерал бригады Стефан Бжештшинский (польск.Stefan Brzeszczyński) (1893—1982) в январе-сентябре 1939 года — военный атташе в Москве, в 1972—1979 годах — министр национальной обороны, в 1979 −1980 годах — министр по военным делам Правительства Польши в изгнании.
- полковник Станислав Кузьминский (польск.Stanisław Kuźmiński ) (1895—1969) в 1936—1939 годах — комендант Высшей авиационной школы при Высшей военной школе, в сентябре 1939 года — командующий авиацией Армии «Познань».

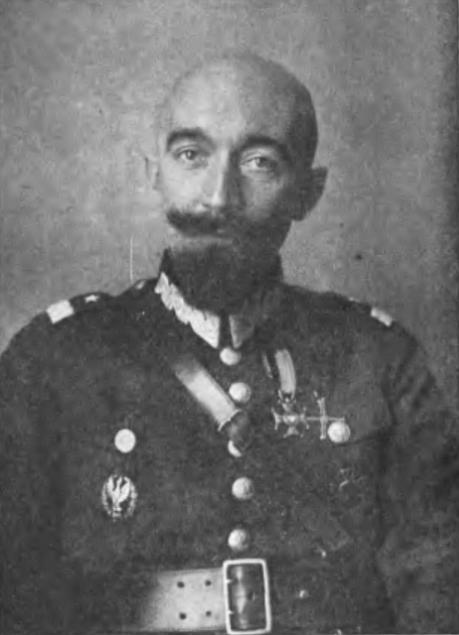
Тадеуш Малиновский
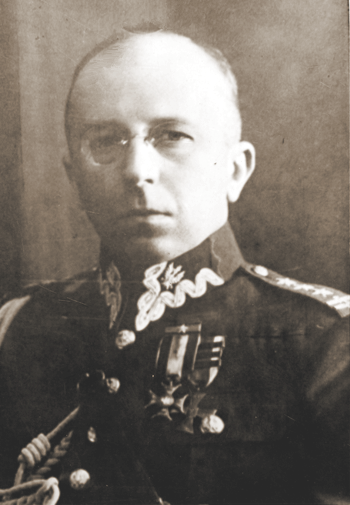
Адам Коц
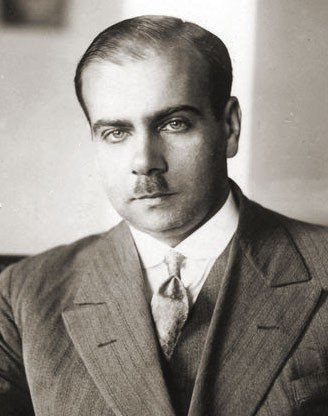
Игнаций Матушевский
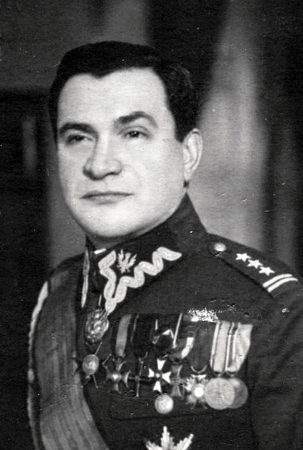
Бронислав Перацкий
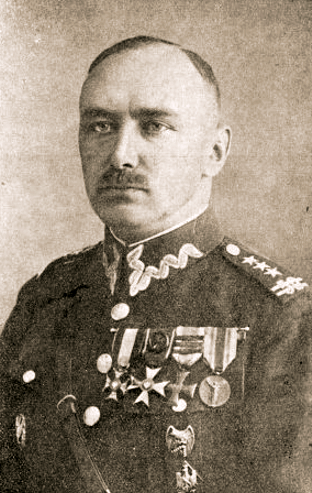
Воликовский Ромуальд Иосифович
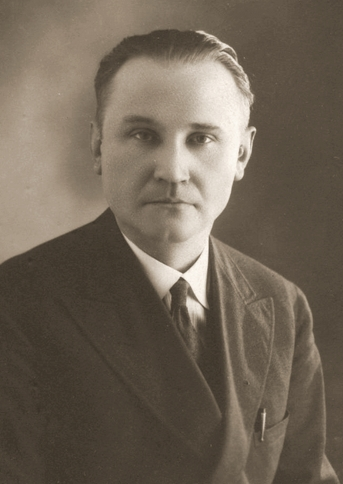
Станислав Кара
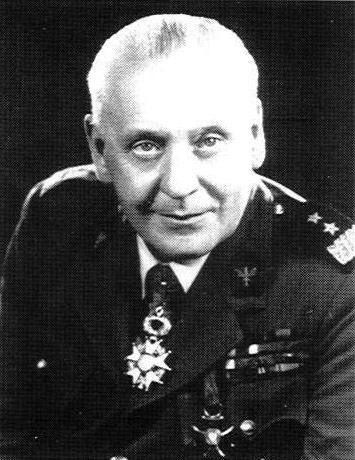
Станислав Мачек
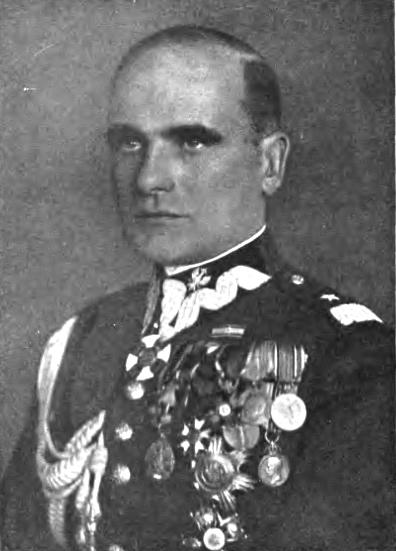
Загорский Сергей Антонович
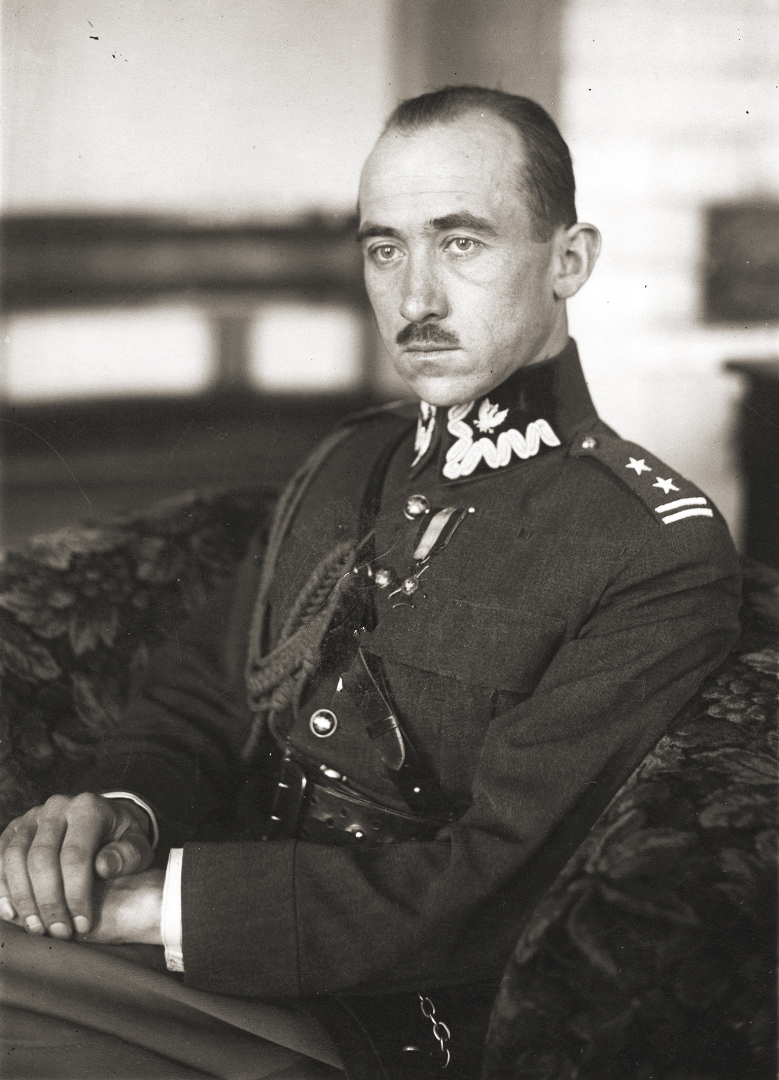
Тадеуш Шетцель
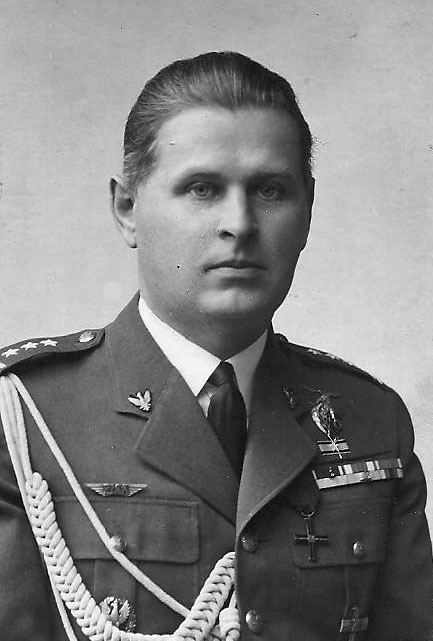
Станислав Кузьминский

1925
- генерал бригады Максимилиан Милан-Камский (польск.Maksymilian Milan-Kamski) (1895—1979) в сентябре 1939 года — один из организаторов обороны Львова.
- генерал бригады Мариан Пшевлоцкий (польск.Marian Roman Przewłocki ) (1888—1966) в 1927—1939 годах — командир кавалерийских бригад, в сентябре 1939 года — командир оперативной группы кавалерии № 2 в Армии «Модлин», затем — в советском плену, в июне 1943 — июне 1944 — начальник штаба Польской армии на Западе.
- генерал дивизии Болеслав Венява-Длугошовский (польск.Bolesław Ignacy Florian Wieniawa-Długoszowski) (1881—1942) в 1921—1923 годах — военный атташе в Бухаресте, в 1930—1931 — командир кавалерийской бригады, в 1931—1937 — командир кавалерийской дивизии, с 1938 до июня 1940 года — посол Польской Республики в Италии, президент Польши в изгнании (25 сентября 1939 года — 26 сентября 1939 года), в марте 1942 года получил назначение на должность посла на Кубе.
- генерал бригады Людвик Кмитиц-Скшинский (польск.Ludwik Kmicic-Skrzyński) (1893—1972) в сентябре 1939 года — командир Подлясской бригады кавалерии в составе оперативной группы «Нарев», затем оперативной группы «Полесье».
- полковник Ежи Гробицкий (польск.Jerzy Grobicki) (1891—1972) в сентябре 1939 года — командир Кресовой кавалерийской бригады в Армии «Лодзь».
- полковник Болеслав Свидзинский (польск.Bolesław Jerzy Świdziński) (1885—1972) в 1930—1933 года — воевода Люблинского воеводства, в 1935—1938 годах — депутат Сейма.
- полковник Юзеф Бек (польск.Józef Beck)(1894—1944) министр иностранных дел Польши в ноябре 1932 — сентябре 1939.
- полковник Игнаций Бёрнер (польск.Ignacy August Boerner) (1875—1933) в 1923—1924 годах — военный атташе в Москве, в 1929—1930 и 1931—1932 годах — министр почт и телеграфов Польской Республики, с 1930 года — депутат Сейма.
- генерал бригады Людомил Райский (польск.Ludomił Antoni Rayski) (1892—1977) командующий авиацией Польши в 1926—1939 годах: с марта 1926 года — начальник отдела аэронавигации Министерства по военным делам, с 1927 года — начальник Департамента аэронавигации (затем — авиации, затем — аэронавтики) Министерства по военным делам, с августа 1936 года по март 1939 года — командующий Авиацией Польши[18].

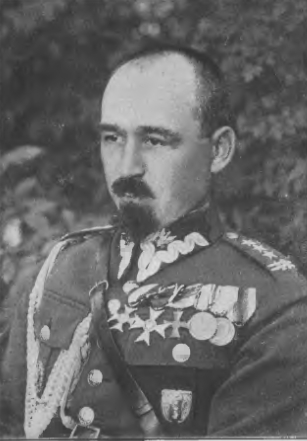
Максимилиан Милан-Камский
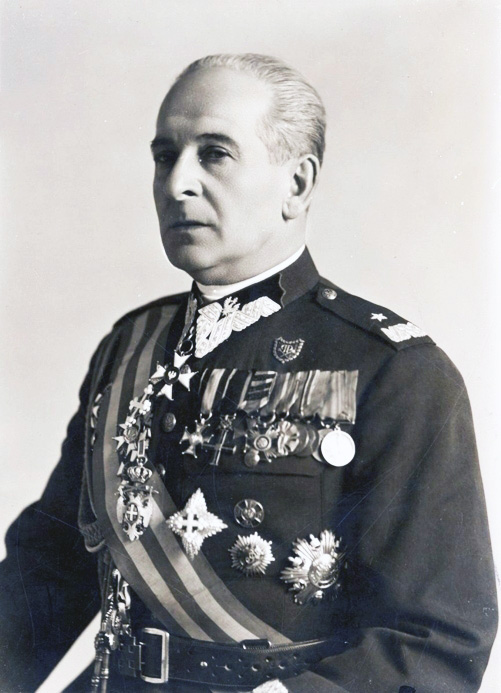
Болеслав Венява-Длугошовский
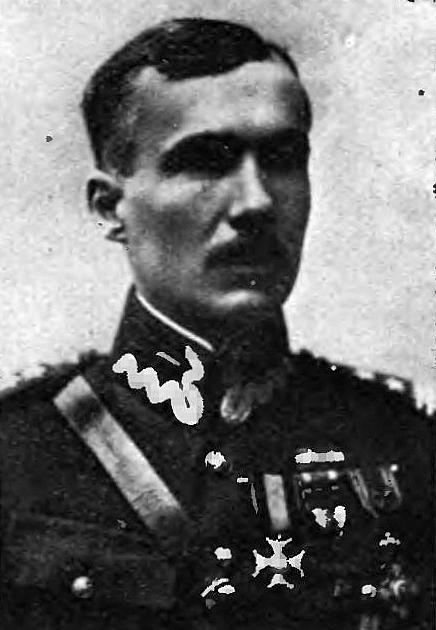
Людвик Кмитиц-Скшинский
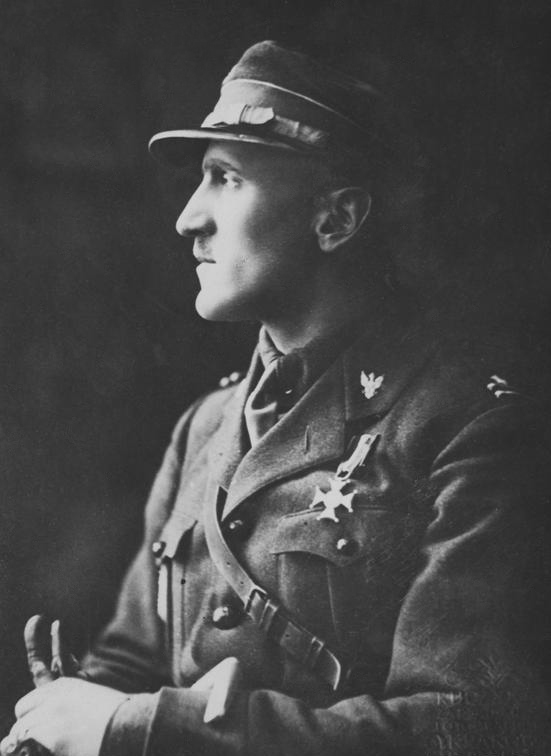
Ежи Гробицкий
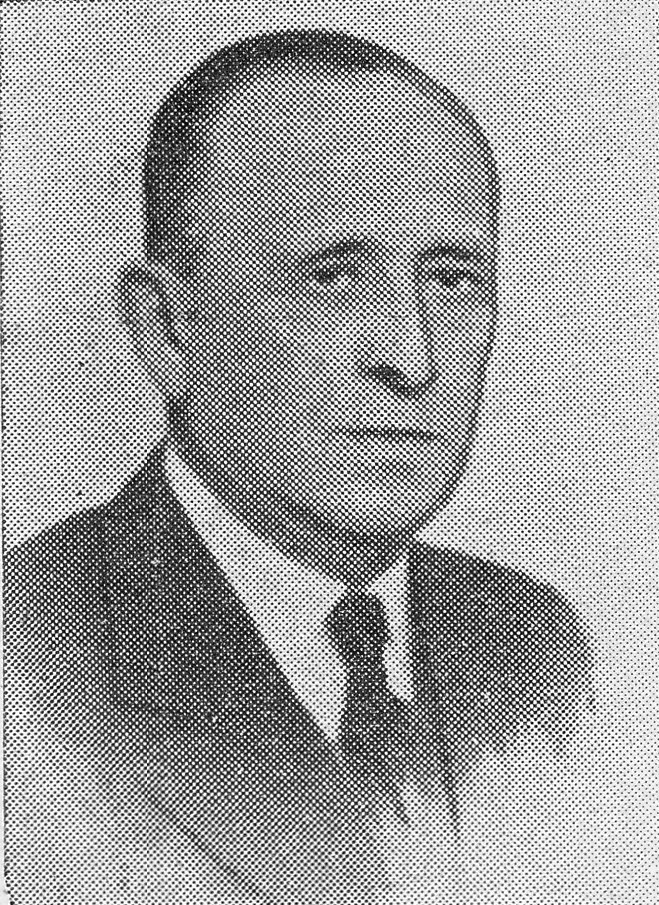
Болеслав Свидзинский
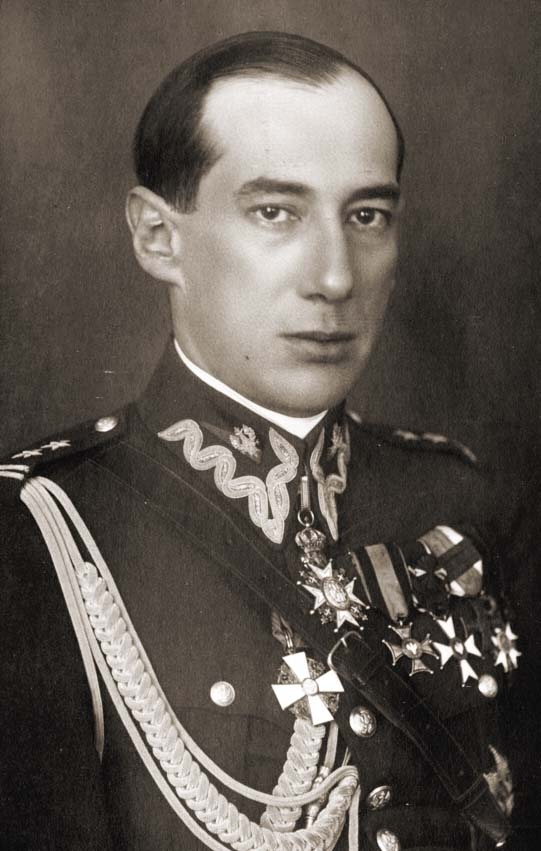
Юзеф Бек
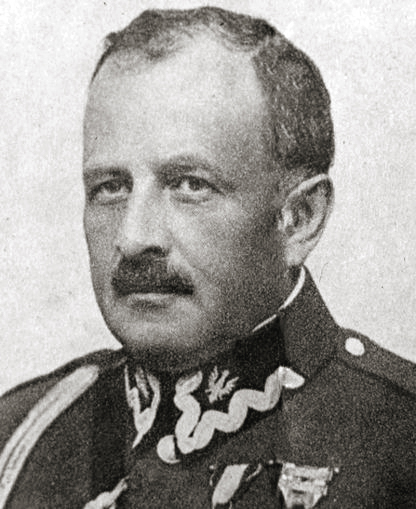
Игнаций Бёрнер
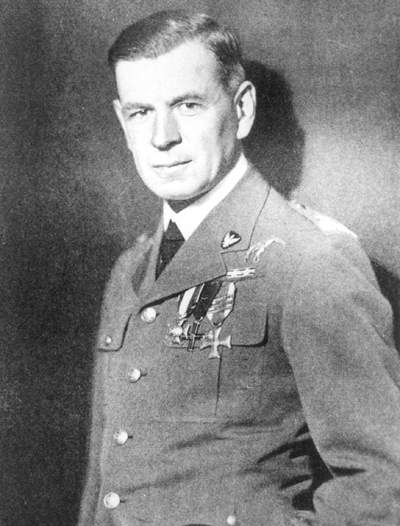
Людомил Райский